# A 14. dalai láma könyvei

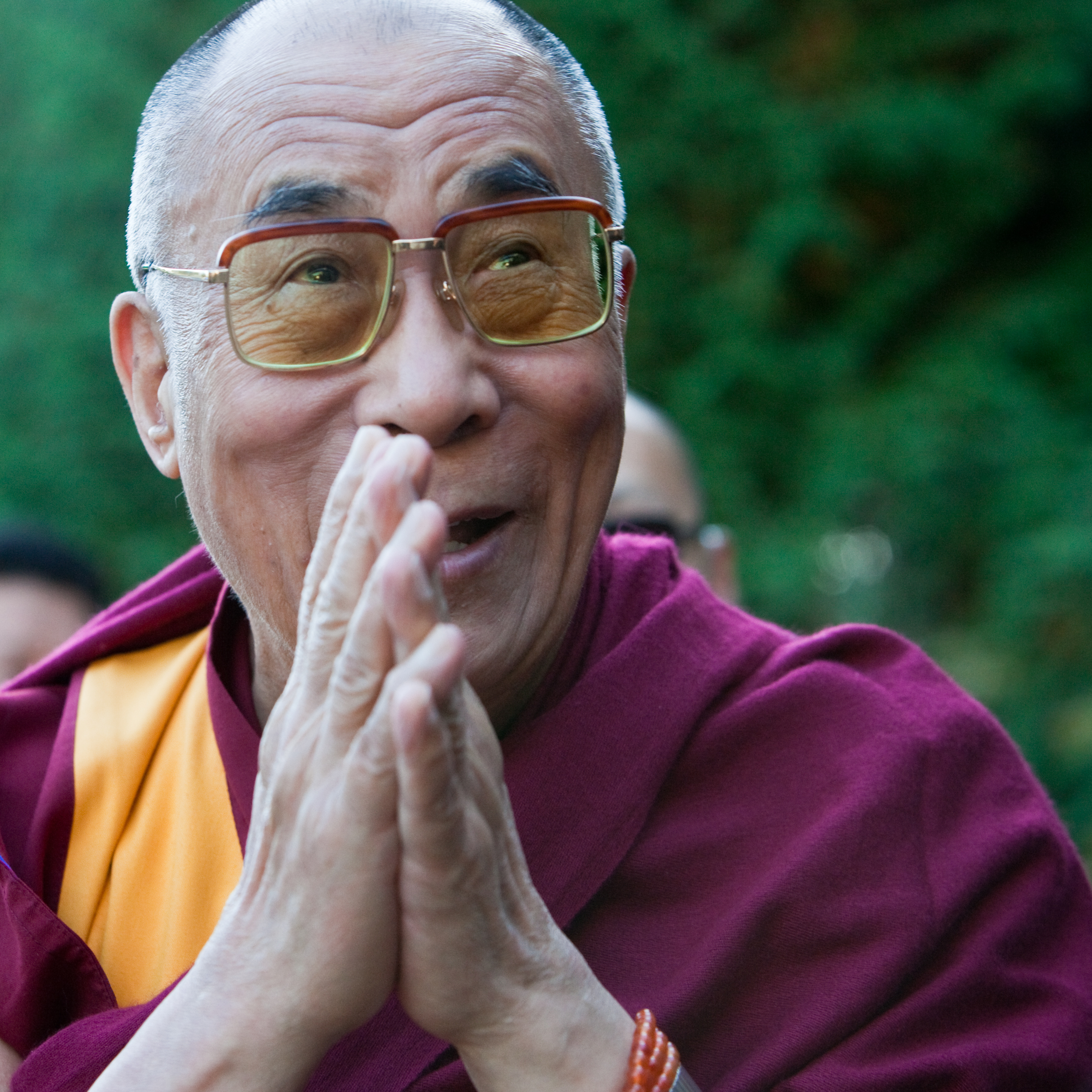
Tendzin Gyaco, a 14. dalai láma a kanadai Vancouverben 2009-ben

A 14. dalai láma könyveiről szóló cikkben azok a művek szerepelnek, amelyeket a Nobel-békedíjas tibeti láma, Tendzin Gyaco hivatalos weboldala tüntet fel. A listán szereplő műveket nem minden esetben írta saját kezűleg a dalai láma. A könyvek többségét a magas rangú láma jóváhagyása mellett mások állították össze a dalai láma beszédei, előadásai, interjúi, és egyéb megnyilvánulásai alapján. A cikk időrendi sorrendben tárgyalja a könyveket és a címek elsődlegesen az angol cím alapján vannak feltüntetve, ugyanis az összes könyv csupán egy töredéke érhető el magyar kiadásban. Amennyiben a könyvnek létezik elérhető magyar nyelvű fordítása, az az angol cím alatt szerepel vastagon szedve – ilyenkor a magyar kiadó és a magyar kiadás évszáma is szerepel. A listán jelenleg összesen 133 angol nyelven kiadott könyv szerepel. A magyar nyelven kiadott könyvek száma jelenleg 27 (frissítve: 2023. július 27.).
Az listán szereplő 133 műből három életrajzi (My Land and My People, Száműzetésben – szabadon, My Spiritual Journey), nyolc idézetes könyv (Love, Kindness and Universal Responsibility, Út a nyugalomhoz, The Little Book of Buddhism, The Little Book of Wisdom, Pocket Dalai Lama, 365 – Dalai Lama Daily Advice from the Heart), négy a vallásharmóniáról (The Good Heart – A Buddhist Perspective on the Teachings of Jesus, Spiritual Advice for Buddhists and Christians, Towards a True Kinship of Faiths, My Appeal to the World), nyolc a világi etika témájában (Ősi bölcsesség, modern világ, The Dalai Lama's Book of Wisdom, A béke szellemében, A szeretet kiterjesztése, Túl a valláson, stb.). A Mind and Life intézet kapcsán 15 könyv jelent meg (MindScience – An East – West Dialogue, Gentle Bridges, Worlds in Harmony, Sleeping, Dreaming and Dying, A boldogság művészete – Kézikönyv az élethez, A boldogság művészete a munkában, A boldogság művészete felfordult világunkban, Consciousness at the Crossroads, Buddha Heart, Buddha Mind, Healing Emotions, Romboló érzelmek, A Force For Good, New Physics and Cosmology, Dalai Lama at MIT, Emotional Awareness). 32 könyv témáját képezi előadás, interjú, cikkek vagy egyéb beszélgetések. Nem meglepő módon a könyvek többségének a témája a tibeti buddhizmus. Ezek közül hét tekinthető általános jellegű bemutatásnak (A bölcsességszem felnyitása, Kindness, Clarity and Insight, Opening of the Eye of New Awareness, My Tibet, The Global Community and the Need for Universal Responsibility, Heart of Compassion, The Universe in a Single Atom). Több mint húsz könyv foglalkozik klasszikus tibeti buddhista irodalmi szövegmagyarázattal. Ezek közül kiemelkedik Congkapa, Nágárdzsuna, Santidéva és a korábbi dalai lámák alakjai. A megjelent könyvek alapján a dalai láma legkedvesebb témái az együttérzés, a buddhista meditáció, a vallásharmónia és a tibeti buddhista hagyományok.

## 1990 előtt

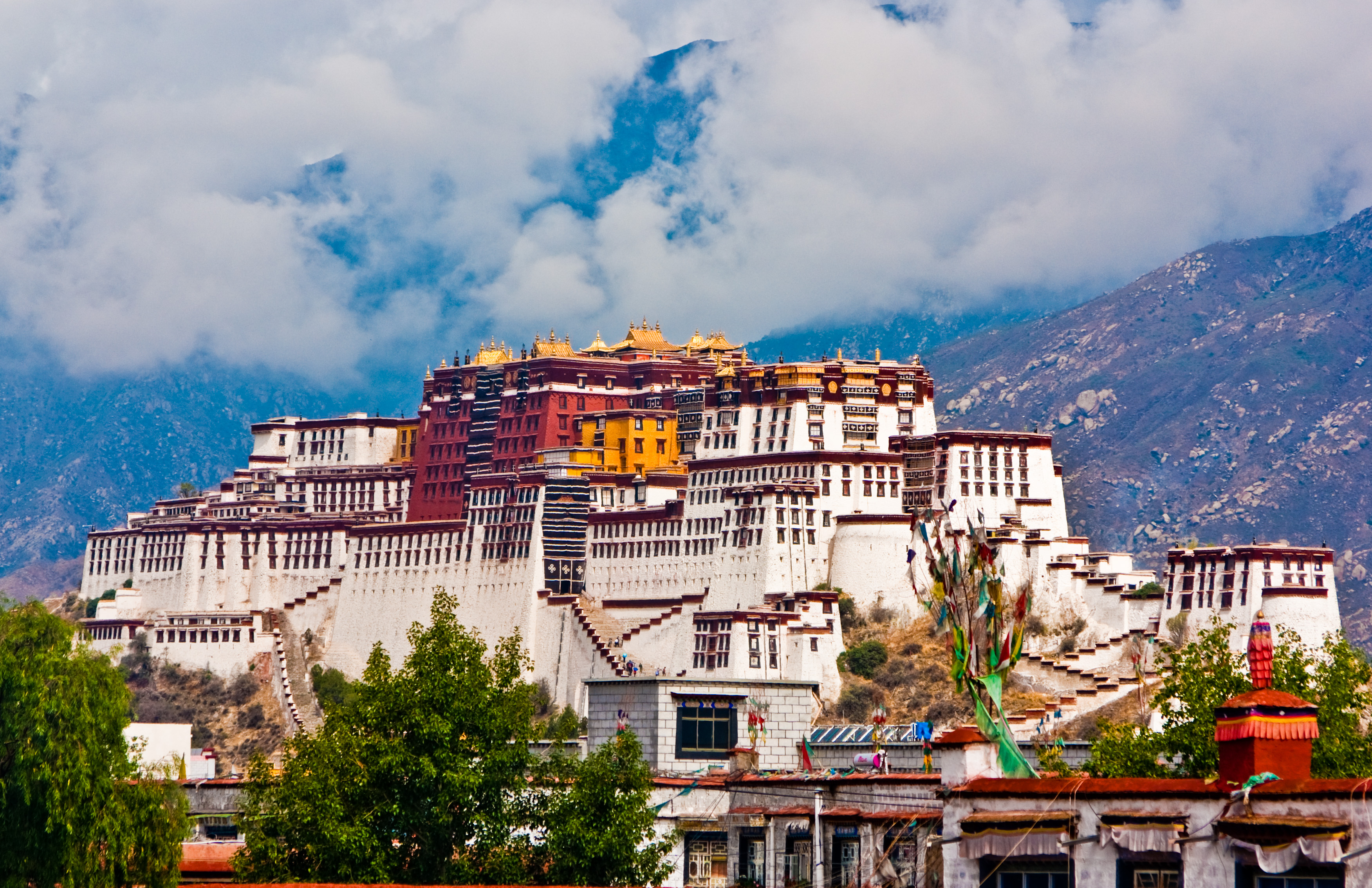
A lhászai Potala palota

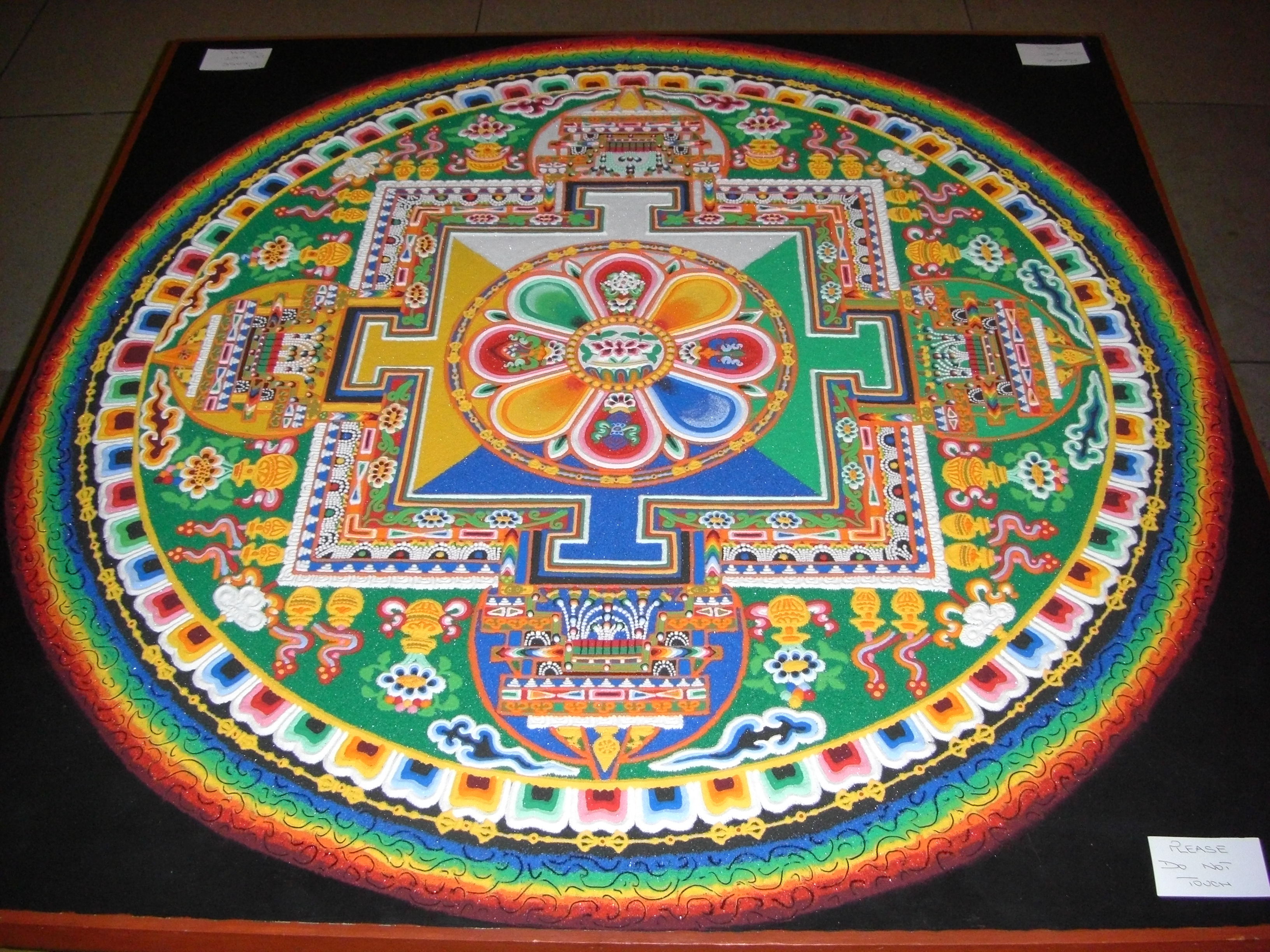
Csenrezi bódhiszattva homokmandala

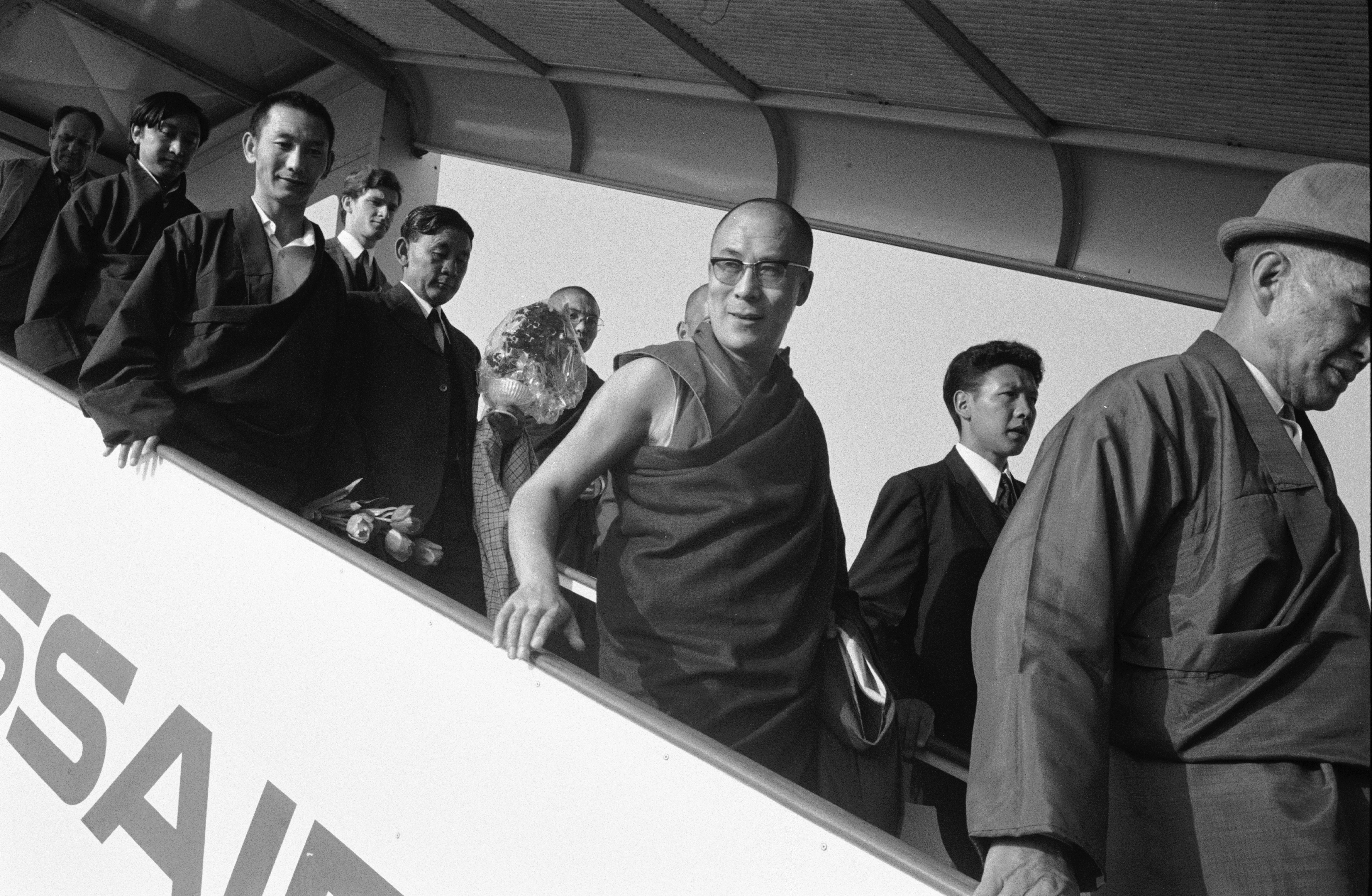
A dalai láma 1973-ban (Zürich)

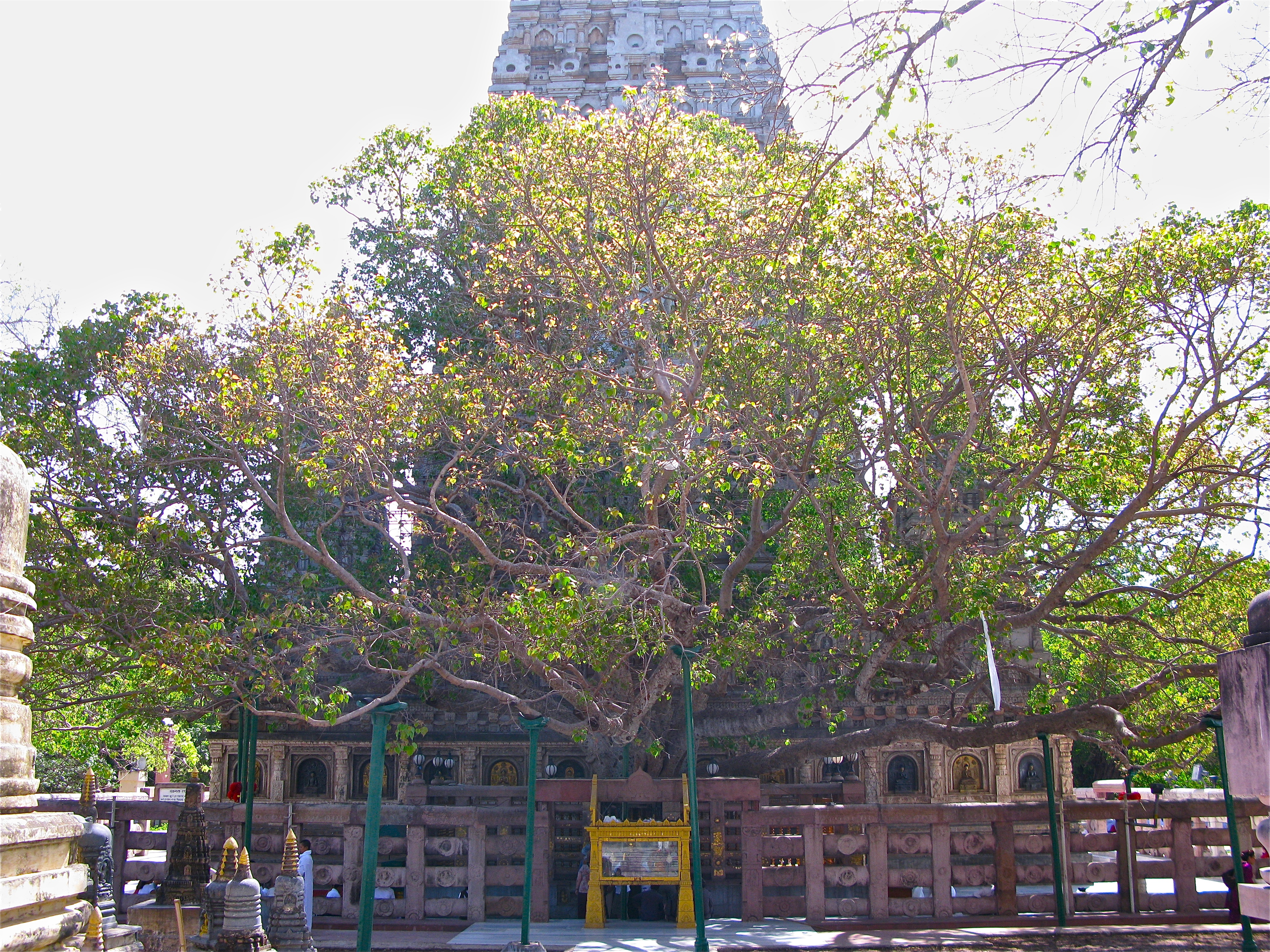
A bódhifa Bodh-Gajában

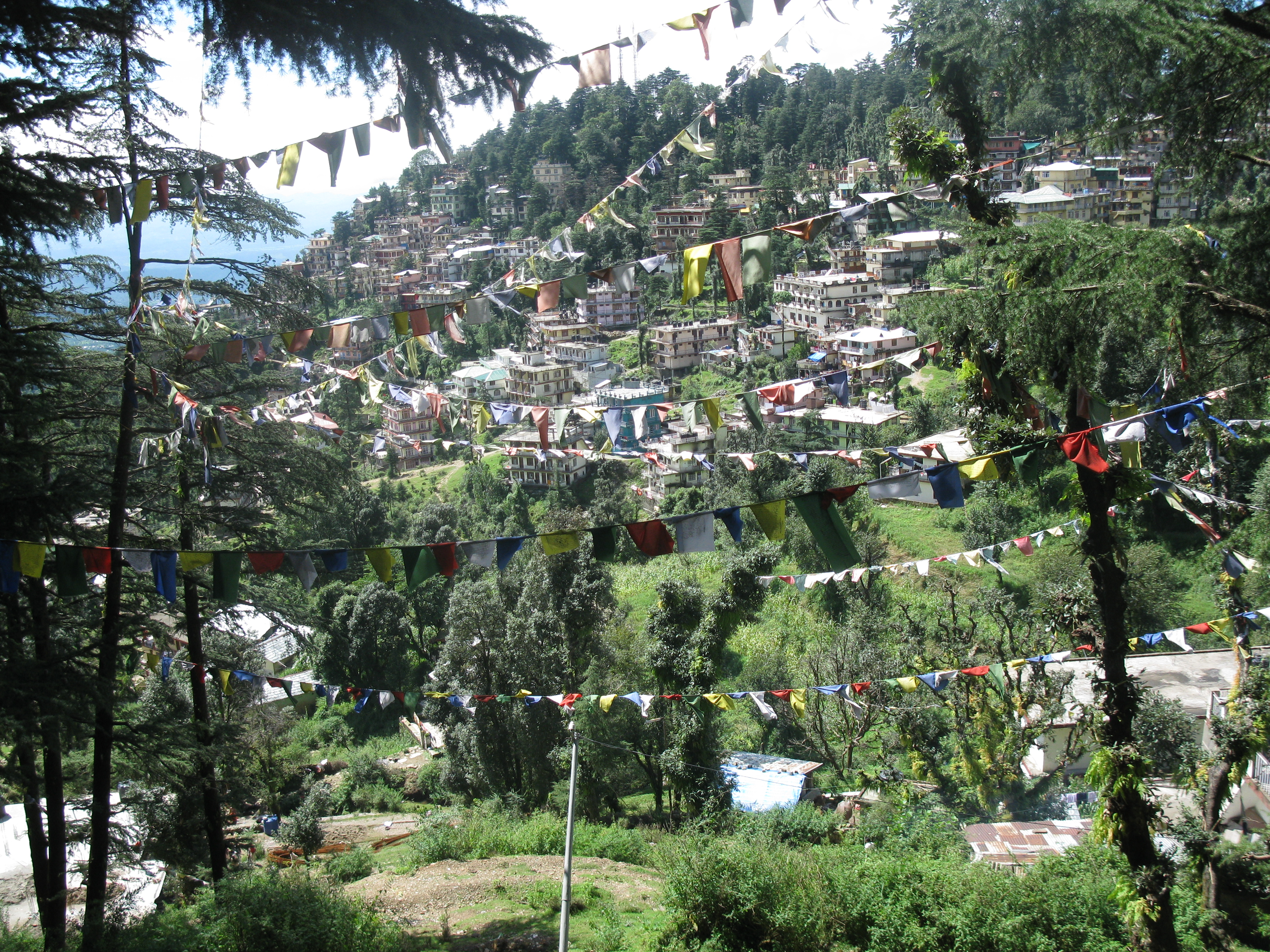
Az indiai Dharamszala, a dalai láma jelenlegi székhelye

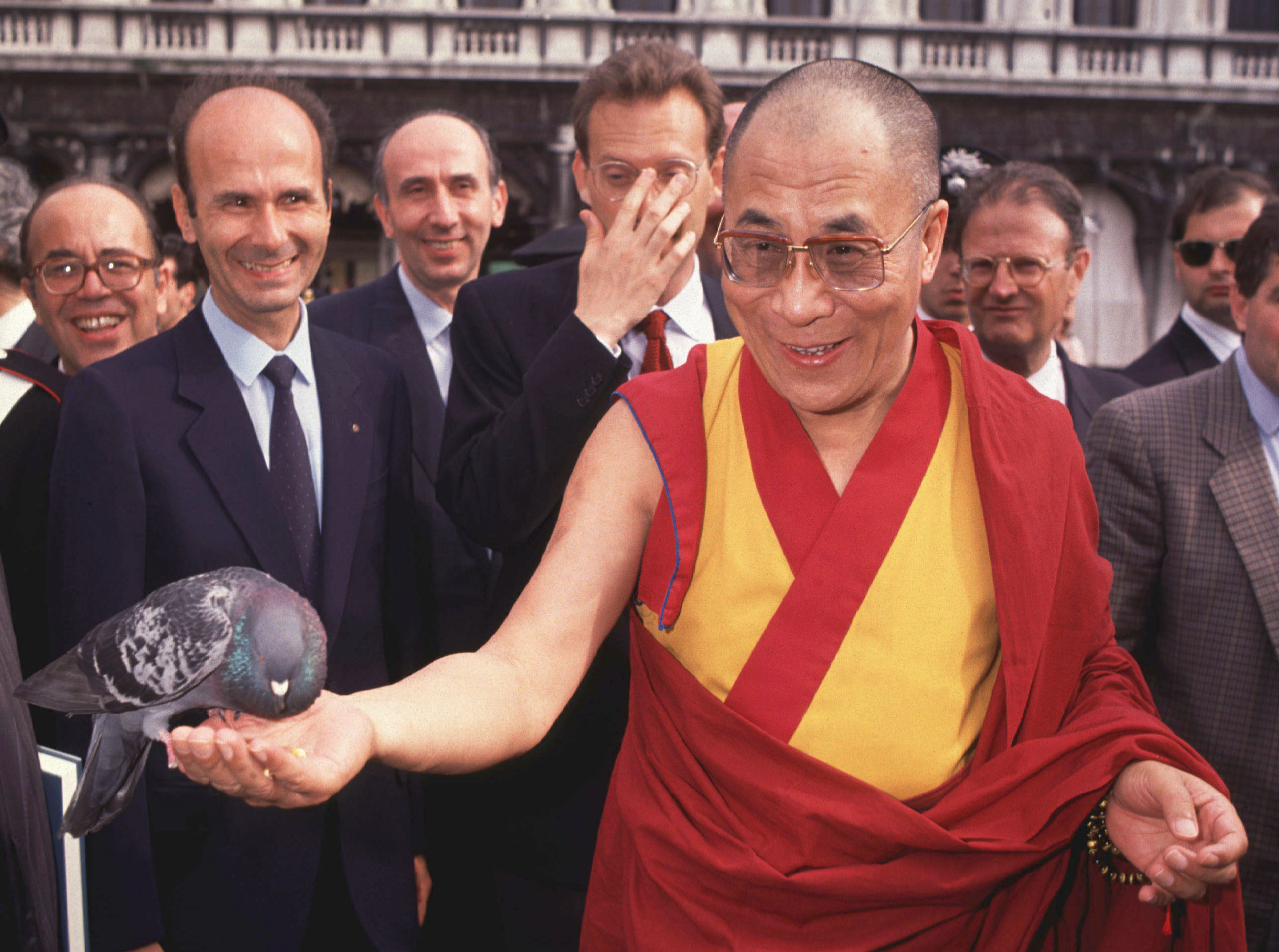
A dalai láma 1988-ban (Velence)

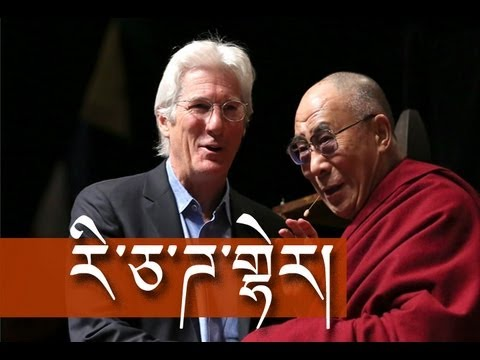
A dalai láma Richard Gere oldalán 2012-ben

| My Land and My People Kiadó: McGraw-Hill Kiadás éve: 1962 Magyarul: Országom és népem |

| A megjelenést követő első időszakban a világ keveset tudott a tibeti nép küzdelmeiről és a tibetiek száműzetéséről. Tendzin Gyaco önéletrajzát 1962-ben fordították le tibeti nyelvről angolra és adták ki, amelyben mesél élete első éveiről, hogyan ismerték fel benne a dalai láma reinkarnációját kétéves korában, hogyan költöztek Lhászába, hogyan szállta meg Kína az országát az 1950-es években, és hogyan került száműzetésbe Tibetből Indiába 1959-ben. A könyv egyszerű, mégis mélyreható elbeszélése jól átadja a történet drámaiságát és jól ábrázolja a tibeti emberek helyzetének összetettségét. A zárófejezetben Tendzin Gyaco leírja, hogy miért meséli el az élete történetét. |

| The Opening of the Wisdom Eye Kiadó: The Theosophical Publishing House Kiadás éve: 1966 Magyarul: A bölcsességszem felnyitása |

| A könyv a tibeti buddhizmus tanításait beszéli el összefoglaló jelleggel. Azzal a szándékkal készült, hogy hozzájáruljon a tibeti kultúra teljesebb megértéséhez. A mű elején Tendzin Gyaco röviden elmeséli a buddhizmus tibeti történetét és a tibeti buddhista iskolák kialakulását, majd a különféle tibeti buddhista gyakorlatok kerülnek bemutatásra közérthetően és tömören, amely csak az igazi nagy guruk tudásával lehetséges. Bemutatásra kerülnek a szkandhák, az ájatanák, a bódhiszattva különböző képzési formái, az abhidzsnyá, a szamatha kifejlesztése és egyéb fontos tanítások. A művet három buddhista tudós fordította le tibeti nyelvről angolra. |

| The Buddhism of Tibet and the Key to the Middle Way Kiadó: Wisdom Publications Kiadás éve: 1975 Tibeti buddhizmus – Kulcs a középső úthoz Kiadó: Noran Libro Kft Kiadás éve: 2010 |

| A Tibeti buddhizmus – Kulcs a középső úthoz című könyv eredeti, angol címe The Buddhism of Tibet and the Key to the Middle Way. Az eredeti könyvben a 14. dalai láma két szöveget írt, kettőt pedig választott. A buddhizmus általános bemutatására szánt könyvet a nyugati olvasónak szánták. Az egyik legfontosabb téma az üresség (súnjata). A dalai láma írta a Tibeti buddhizmus és a Kulcs a középső úthoz című fejezeteket, amelyek a magyar nyelvű kiadásban is szerepelnek. A második két rész Nágárdzsuna és a 7. dalai láma, Kalszang Gyaco szerzeménye, ezeket nem tartalmazza a magyar nyelvű kiadás. Az utóbb említett két fejezet címe The Precious Garland (Drágakőfüzér) – Nágárdzsuna az együttérzés bodhiszattva-ösvényéről és Buddha ürességről szóló tanításáról szóló magyarázata, – illetve The Song of the Four Mindfulnesses (A négy tudatosság éneke) – a 7. dalai láma rövid költeménye. |

| Universal Responsibility and the Good Heart Kiadó: Library of Tibetan Works and Archives Kiadás éve: 1977, 1980, 1985, 1995 Egyetemes felelősségtudat Kiadó: Trajan Könyvesműhely Kiadás éve: 2005 |

| Az Egyetemes felelősségtudat (eredeti címén: Universal Responsibility and the Good Heart) cikkek és interjúk gyűjteménye, amelyek a 14. dalai lámáról szólnak, az élete elmúlt 20 évének összefoglalója olyan témákban mint buddhizmus, politika, nyugati tudományok, egyetemes felelősség és a jószívűség. A könyvben a dalai láma által első nyugati útján (1973) adott tanítások szerepelnek. A praktikus tanácsokat felsorakoztató szövegből kiderül, hogy minden egyes érző lény az élete során hatalmas, egyetemes felelősséggel tartozik az emberi társadalomért, valamint a könyv segít közelebb kerülni annak megértésében, hogy milyen is valójában a világ. A könyvben a dalai láma felhívja a figyelmet a kor súlyos problémáira, mint az energiaválság, a környezetszennyezés és a túlnépesedés. A magyar fordítást a Milarepa Tibeti Kulturális Központ, valamint a Trajan Könyvesműhely készítette. |

| Deity Yoga Kiadó: Snow Lion Publications Kiadás éve: 1981 Magyarul: Istenség-jóga |

| A Deity Yoga (magyarul: Istenség-jóga, magyar nyelvű kiadása nem készült) a meditáció alapvető folyamatát mutatja be működés közben illetve a csárjajóga tantráit. Három fő részből áll: Heart of Mantra (A mantra szíve), amelyben a dalai láma részletesen elmeséli az istenség-jóga meditációs rítusairól szerzett tapasztalatait – az egyedülálló tantrikus gyakorlat, amelyben a jógik vizualizációval Buddha természetfeletti testébe képzelik magukat az együtt érző bölcsesség megtestesüléseként. Az egykori buddhista tanító, Congkapa által írt A tantrák terjedelmes magyarázata című műve részletesen leírja a gyakorlatokat és a tantrákat. |

| Four Essential Buddhist Commentaries Kiadó: Library of Tibetan Works and Archives Kiadás éve: 1982 Magyarul: Négy fontos buddhista szövegmagyarázat |

| A Four Essential Buddhist Commentaries a 14. dalai láma által készített szövegmagyarázatok Thogmed Zangpo A harminchét bodhiszattvagyakorlat, Congkapa Az ösvény három fő aspektusa, Langri Thangpa gese Nyolc vers a szellem képzésére és a 7. dalai láma (Kalszang Gyaco) A négy tudatosság éneke című műveihez. Az első két szövegmagyarázat a Bódhifa alatt készült Bodh-Gajában 1981 januárjában, a második kettő Svájcban 1979 júliusában. Mindegyik szöveg előtt szerepel a tibeti nyelvű szöveg és annak angol fordítása. A dalai láma az együttérzésre és a testvériségre helyezi a hangsúlyt, amelyek a spirituális fejlődés elérésének illetve a társadalmi betegségek leküzdésének egyedüli eszközei. |

| Advice from Buddha Shakyamuni Kiadó: Library of Tibetan Works és Archives Kiadás éve: 1982, 2002, 2006 Magyarul: Sakjamuni Buddha tanácsa |

| Az Advice from Buddha Shakyamuni a teljes szerzetesi rangot viselő tibeti buddhista szerzetesek számára előírt fegyelmi követelmények gyakorlásához készített rövid összefoglaló és magyarázat a Vinajában szereplő szövegek alapján. A dalai láma tömören és érthetően foglalja össze az egyházi eskükkel kapcsolatos dolgokat, amely segít tökéletesen betartani azokat. A szükségszerűségen felül az erkölcsi fegyelem betartásából származó praktikus előnyökre is felhívja a figyelmet. A dalai láma ebben a könyvben a szerzeteseken túl a világi gyakorlók számára is ad tanácsokat, akiknek szintén előnyük származik abból, ha harmóniában képesek élni a közösség többi tagjával. |

| Kindness, Clarity and Insight Kiadó: Snow Lion Publication Kiadás éve: 1984 Magyarul: Kedvesség, tisztaság és belátás |

| A Kindness, Clarity, and Insight című könyvet széles körben tekintik a dalai láma egyik legolvashatóbb és egyben legalapvetőbb művének. A könyvben található tanítások tömören foglalják össze a tibeti buddhizmus leglényegesebb témáit, mint például az együttérzés szükségessége, a világvallások közös célja, a tudat ragyogó természete, a meditációs összpontosítás, az éntelenség, a két igazság tana, illetve a tibeti buddhizmusban elérni kívánt tiszta fényű belső tudat. Az utolsó fejezetben a dalai láma rávilágít, hogy a tibeti buddhizmus különböző iskoláinak alapvetően azonos a célja. A könyv felépítése segíti az olvasót a háttérismeret, majd az összetettebb témák megértésében. |

| Opening the Mind and Generating a Good Heart Kiadó: Library of Tibetan Works és Archives Kiadás éve: 1985, 2007, 2009 Magyarul: A tudat megnyitása és jó szív fejlesztése |

| Az Opening the Mind and Generating a Good Heart a dalai láma Dharamszalában tartott egyik beszédének fordítása. Az első rész, a „tudat megnyitása” a buddhista tanítások tömör összefoglalása, amely a vallásos gyakorlás fontosságára hívja fel a figyelmet. A magyarázat végig halad a kétszintű igazság bemutatásán, majd rátér az erkölcs hármas gyakorlatára, a meditációs stabilizálásra és a bölcsességre, végül leírja a buddhaság elérésének eredményét. A második rész a mások felé gyakorolt kedvességről szól, amely Buddha tanításainak egyik lényeges alkotóeleme. Ebben a részben praktikus tanácsok szerepelnek, hogyan építhetők be jótékonyan a gyakorlatok az ember mindennapi életébe. |

| Opening of the Eye of New Awareness Kiadó: Wisdom Publication Kiadás éve: 1985 Magyarul: Az új tudatosság szemének felnyitása |

| Az Opening of the Eye of New Awareness (magyarul: Az új tudatosság szemének felnyitása) a tibeti buddhizmus tömör, de alapos bemutatása azok számára, akiknek nincs idejük tanulmányozni a hatalmas terjedelmű tibeti buddhista kánon szövegeit. Angol nyelvre Donald S. Lopez és Jeffrey Hopkins fordították le a művet. Az angol nyelven a Wisdom Publications kiadó által megjelentetett könyvnek magyar nyelvű kiadása nem jelent meg. |

| Tantra in Tibet Kiadó: Snow Lion Publications Kiadás éve: 1987 Magyarul: A tantra Tibetben |

| A Shambala kiadó által megjelentetett Tantra in Tibet három részből áll. A dalai láma jóváhagyásával készült könyvben a tibeti tanító felfedi az olvasó előtt a spirituális fejlődés tudományának gyakorlatiasságát és együtt érző mivoltát. A könyv témái: a tantragyakorlat, a menedékvétel, a hármas ösvény, a mantra hatalmassága, a tiszta fény vagy a buddhista beavatás. Congkapa A tantrák terjedelmes magyarázata című művében szerepelnek a buddhista tantrarendszerekben szereplő legfőbb jellemvonások, illetve a különbség a szútra és a tantra között. A függelékben Jeffrey Hopkins rövid magyarázatot ad az ürességről, az átváltozásról, illetve a négy tantra céljáról. |

| The Union of Bliss and Emptiness Kiadó: Snow Lion Publications Kiadás éve: 1988 Magyarul: A boldogság és az üresség egyesítése |

| A The Union of Bliss and Emptiness (magyarul: A boldogság és az üresség egyesítése) című műben a dalai láma bemutatja a guru jógát, amely a komoly gyakorló meditációjához nyújt motivációt. A szútra ösvény lényegiségét ötvözi alapvető tantrikus technikákkal, amely így aktiválja a bennünk rejlő spirituális erőket. A könyv bemutatja ennek a buddhista ösvénynek a szerkezetét és a mindennapi életben használatos gyakorlatokat teljes formájában kívánja megvizsgálni. A tantrikus meditáció nagyban függ az inspirációtól, amelynek gyakorlataihoz a törésmentes hagyományvonalak nyújtanak kellő garanciát. |

| Transcendent Wisdom Kiadó: Snow Lion Publications Kiadás éve: 1988 Magyarul: Transzcendentális bölcsesség |

| A Transcendent Wisdom a tibeti buddhizmus legfőbb témáinak precíz, műszaki pontosságú magyarázata és a buddhista irodalom egyik kulcsfontosságú műve. Ebben a könyvben a dalai láma Santidéva tanításai közül olyan fontos témákat magyaráz el saját tapasztalatain keresztül, mint az üresség (súnjata), az állandótlanság és az éntelenség (anatta), miszerint a dolgoknak nincsen mástól független, önálló létezése. A Santidéva által írt Útmutató a Bódhiszattva életmódhoz című műve a bölcsességről szóló fejezetet leszámítva szinte hétköznapi nyelven íródott költemény az erkölcsi magaviseletről és a különböző gyakorlatokról. |

| The Dalai Lama at Harvard Kiadó: Snow Lion Publications Kiadás éve: 1988 Magyarul: A dalai láma a Harvardon |

| Az 1988-ban angol nyelven megjelent The Dalai Lama at Harvard című könyv magyar nyelven még nem jelent meg. 1981 augusztusában a dalai láma egy sor előadást tartott az angliai Harvard Egyetemen, amelynek fő szervezője lényegében Robert Thurman volt. Az öt napon át tartó – délelőtt és délután egyenként mintegy két órás – előadások témája a buddhista elmélet és gyakorlat általános bemutatása volt. A négy nemes igazság tematikáját követve a dalai láma jellemezte az érző lények szenvedéssel teli létforgatagának csapdáját, amelyet a nem üdvös cselekedetek tartanak fenn abból fakadóan, hogy az egyén tévesen értelmezi a személyek és a jelenségek valós természetét. |

| The Bodhgaya Interviews Kiadó: Snow Lion Publications Kiadás éve: 1988 Magyarul: A bodh-gajai interjúk |

| Az 1981 és 1984 között elhangzott interjúkból készült The Bodhgaya Interviews (magyarul: A bodh-gajai interjúk) nem csak a buddhisták számára tartalmaz érdekes témákat, ugyanis helyet kaptak egyházi és világi ügyek is őszinte és ösztönző hangnemben. A könyvben szereplő témák között akad pszichológiai, tantrikus, politikai témák, de esik szó az ürességről (súnjata), a kereszténységről, az újjászületésről, a megvilágosodásról, a vipasszanáról, mantrákról, gurukról, védelmező istenekről és kvantum fizikáról. Az interjúk a buddhisták által szent helyként tisztelt indiai Bodh-Gaja városában készültek négy különböző alkalommal. |

| Ocean Of Wisdom: Guidelines for Living Kiadó: Clear Light Publications Kiadás éve: 1989 A Bölcsesség Óceánja Kiadó: Trajan Könyvesműhely Kiadás éve: 2007 |

| A Bölcsesség Óceánja (eredeti címén: Ocean Of Wisdom: Guidelines for Living) című könyvet a dalai láma a világ különböző részein, különböző alkalommal elhangzott beszédeiből állították össze. Az eredeti, angol nyelvű könyv előszavát Richard Gere írta, a magyar fordítását Szántai Zsolt készítette, és a magyar változatot a Tarjan kiadó adta ki 2007-ben. A könyv fontos témái között szerepel a világbéke, a nukleáris fegyverek okozta veszélyhelyzet és a környezetvédelem. A könyv nem egy összefüggő tanítás, nem egy előadást rögzítő leírás, hanem idézetek egy magas szintű tanítómestertől. |

## 1990–2000

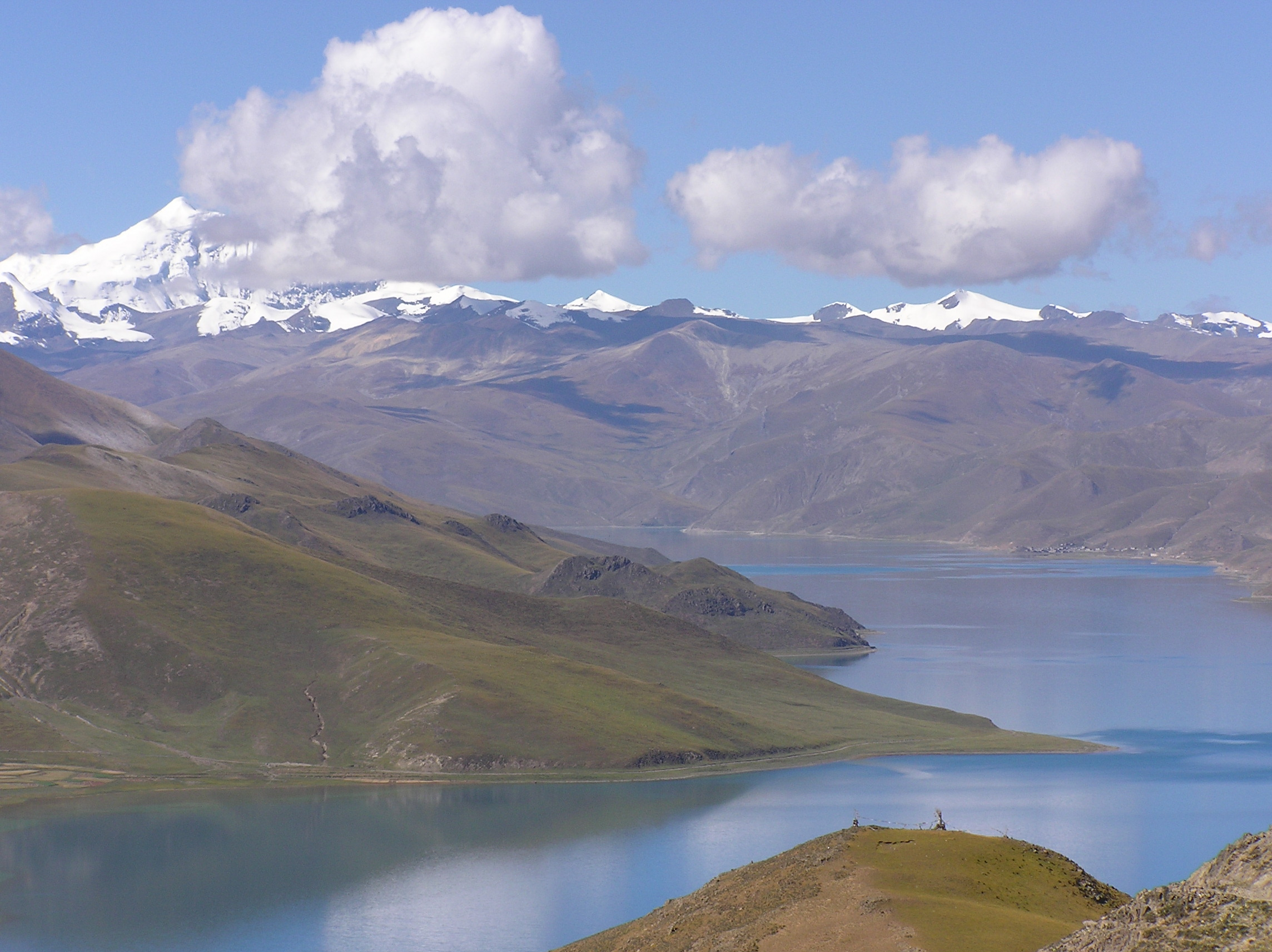
A Himalája Tibetben

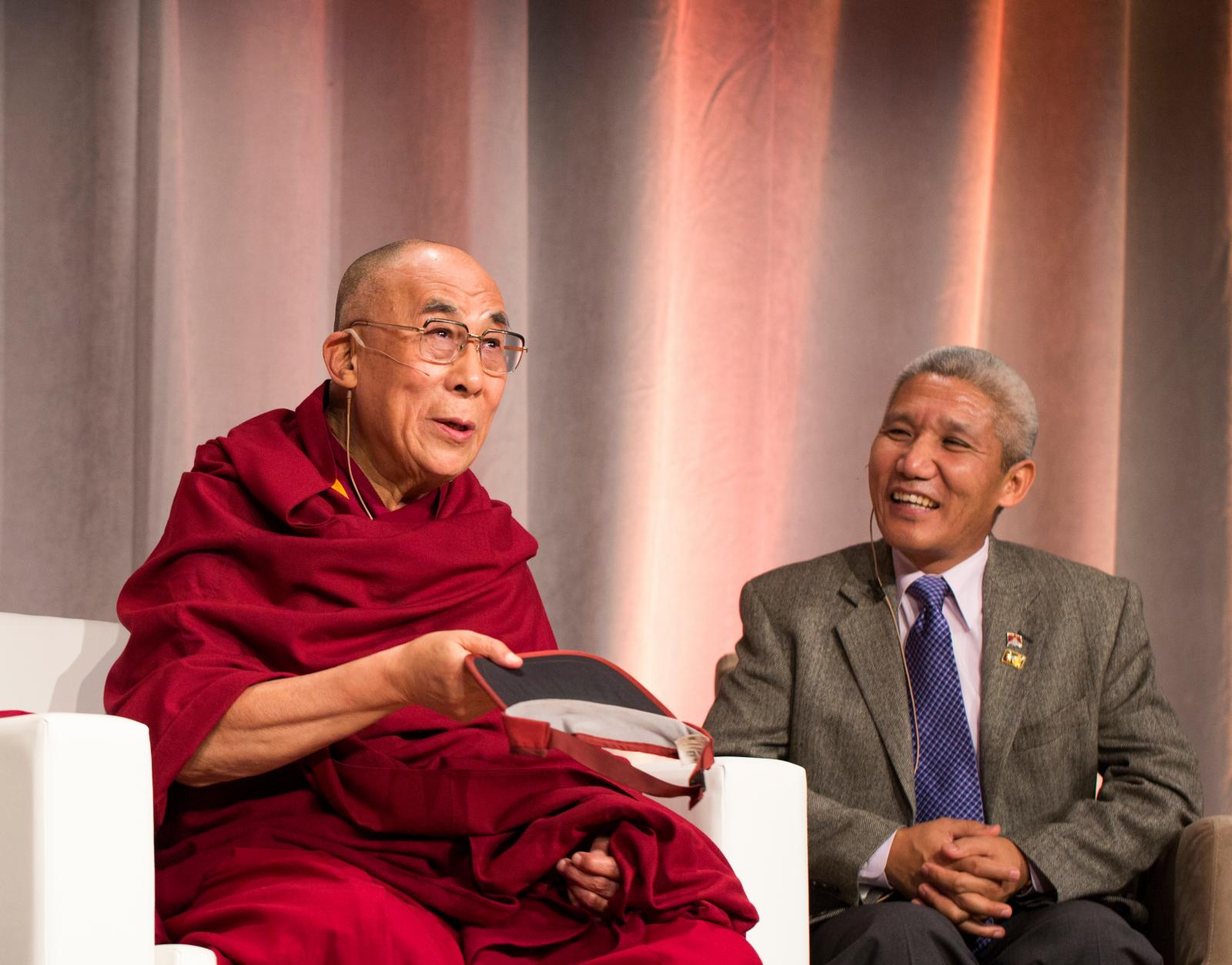
A dalai láma egyik legfőbb tolmácsa, Thupten Dzsinpa

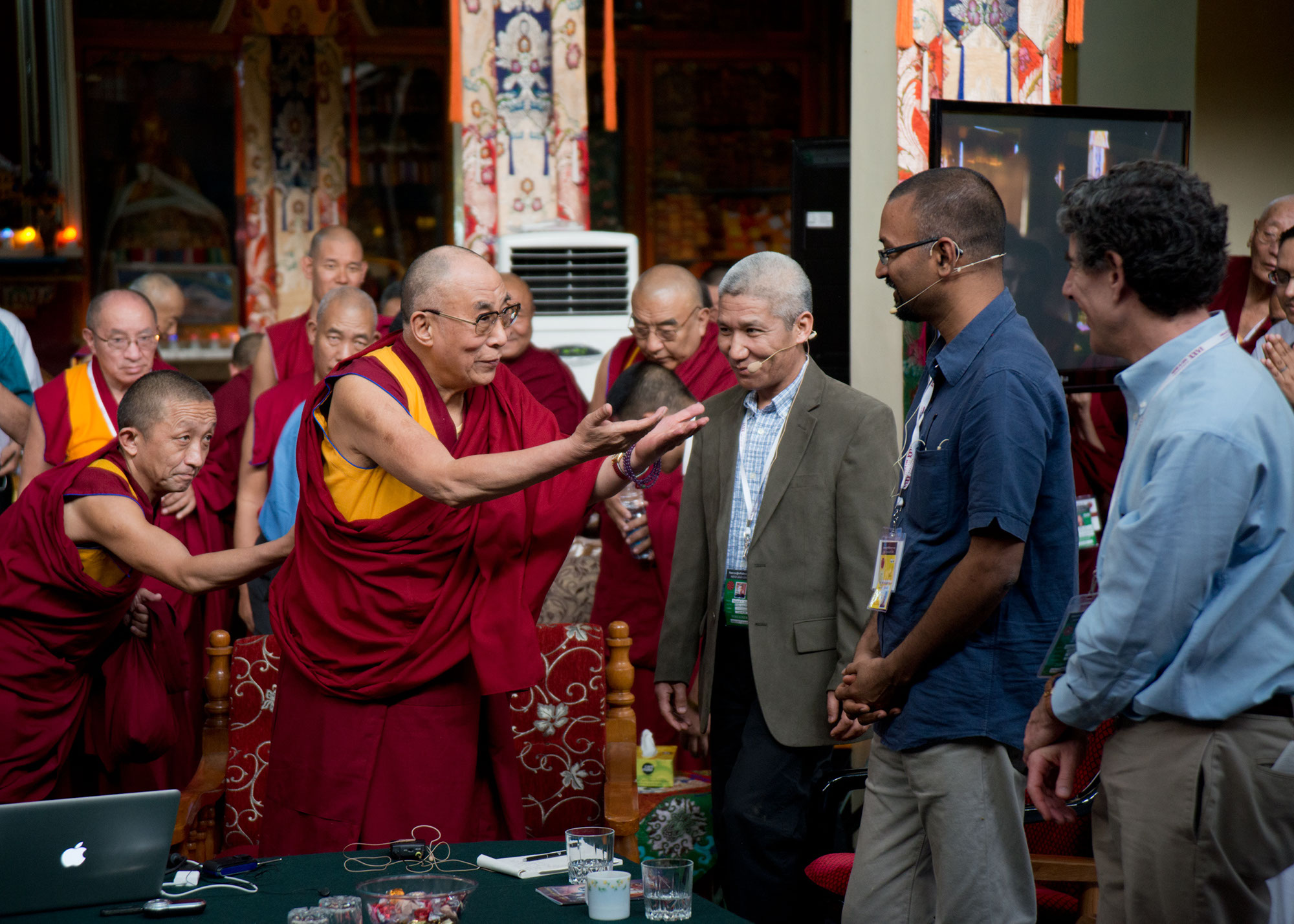
A Mind and Life intézet által szervezett találkozókból számos könyv született

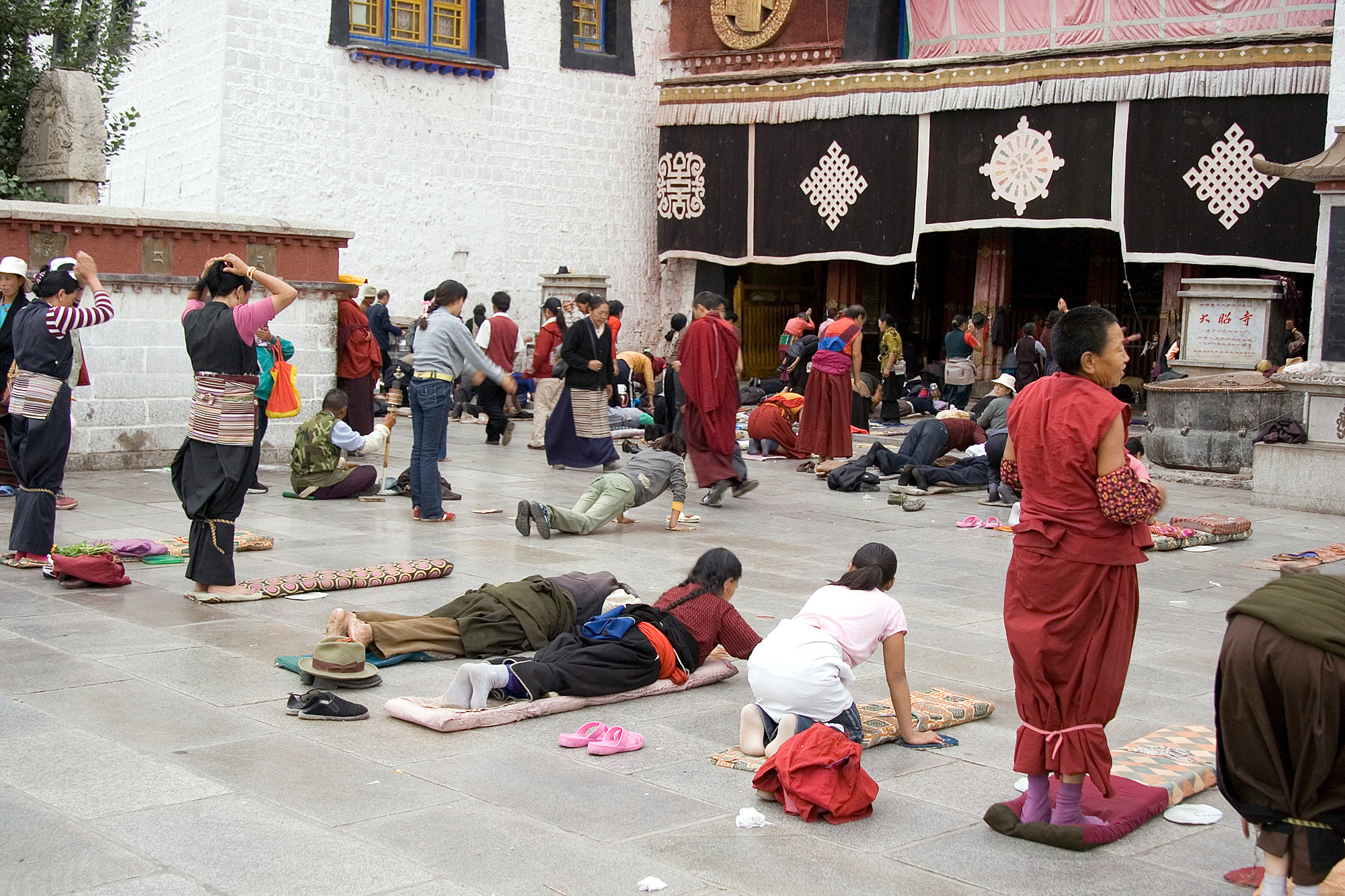
Monlam imafesztivál Lhászában

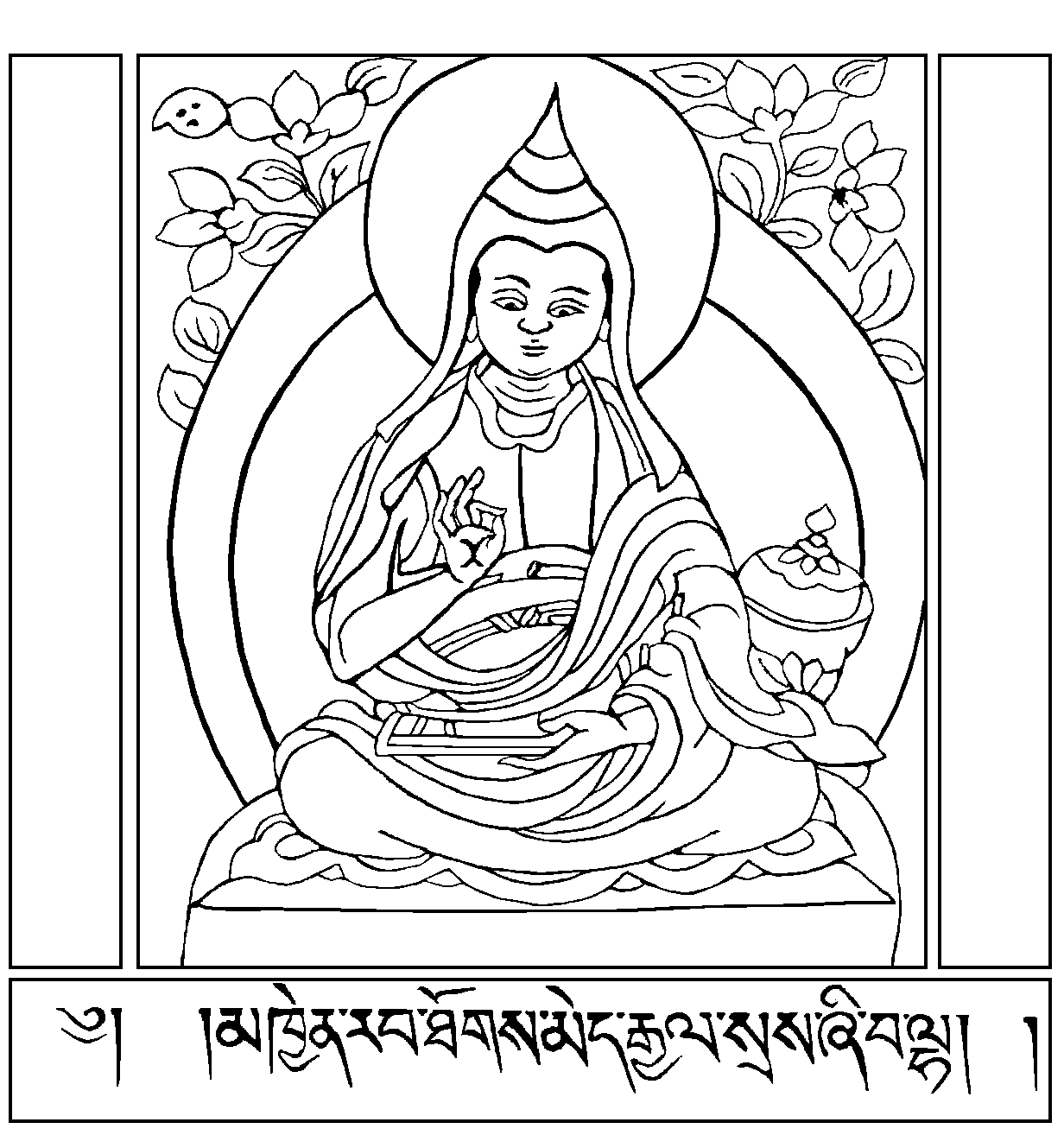
Santidéva tibeti ábrázolása

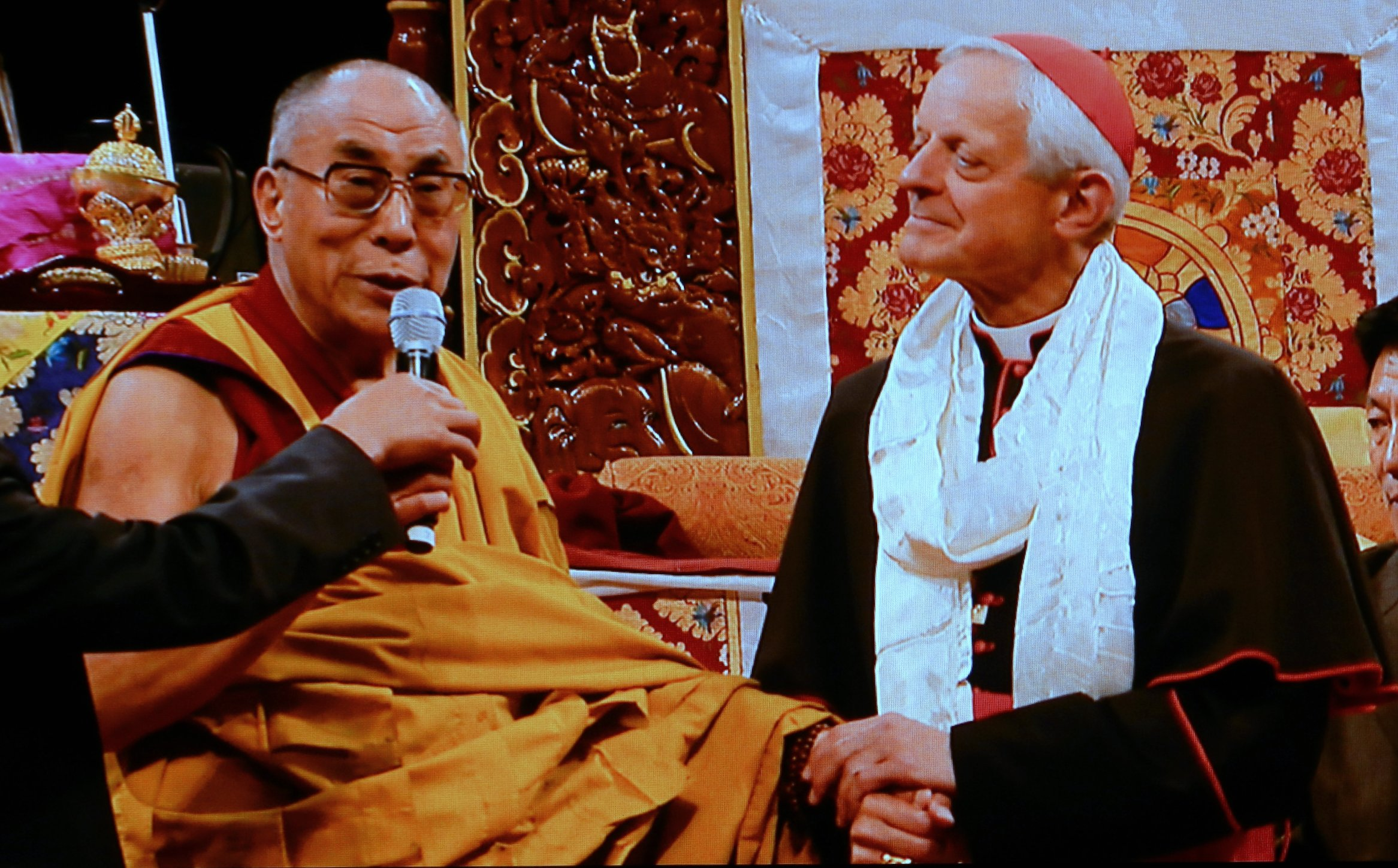
A dalai láma Washington érsekével

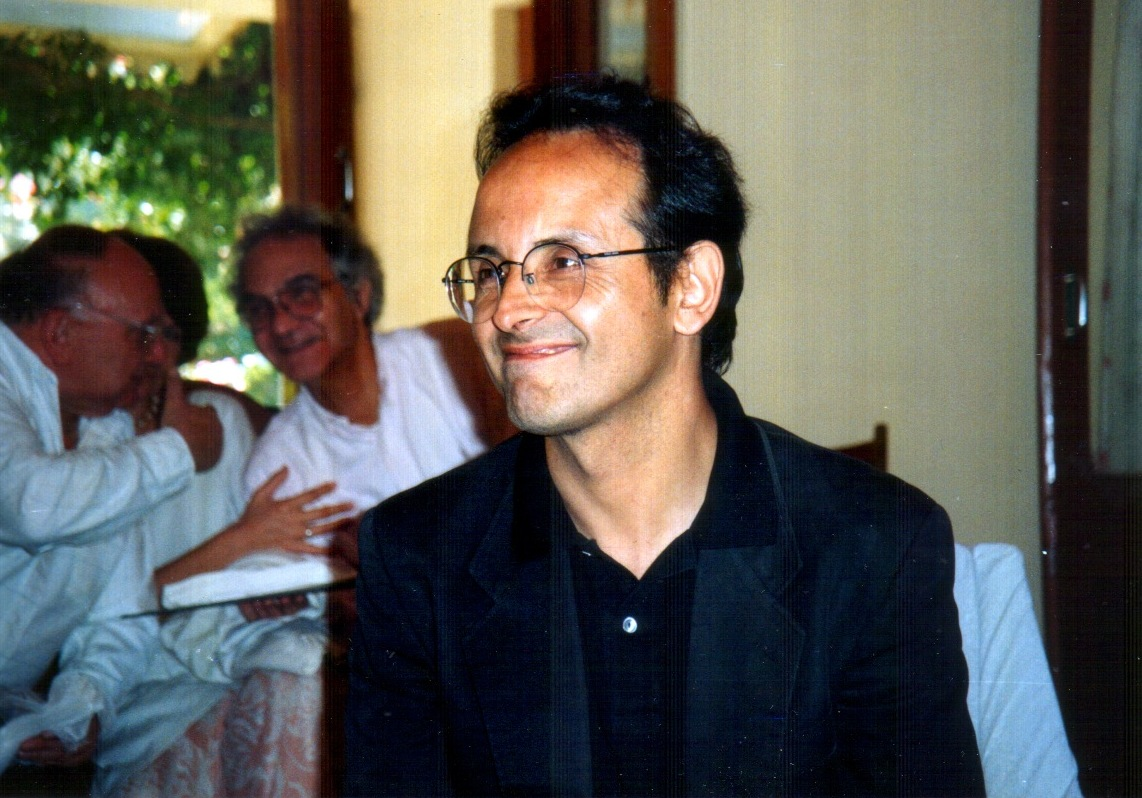
Francisco Varela, a Mind and Life intézet egyik alapítója

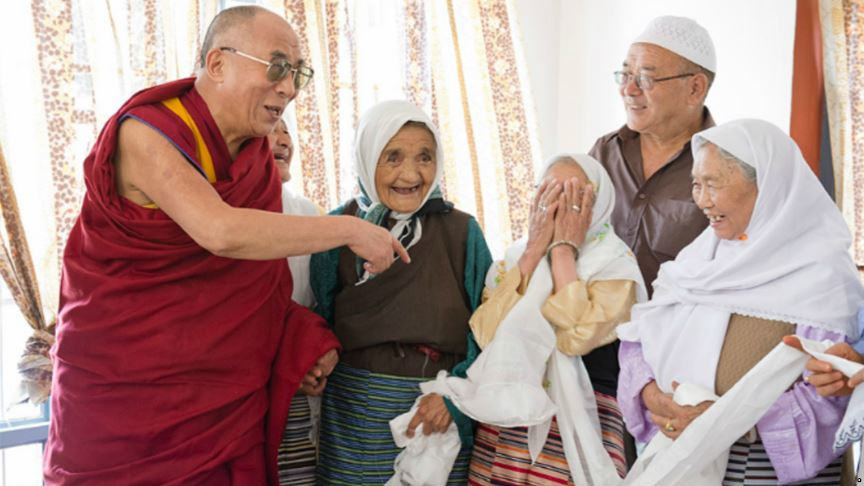
A dalai láma tibeti muszlimokkal

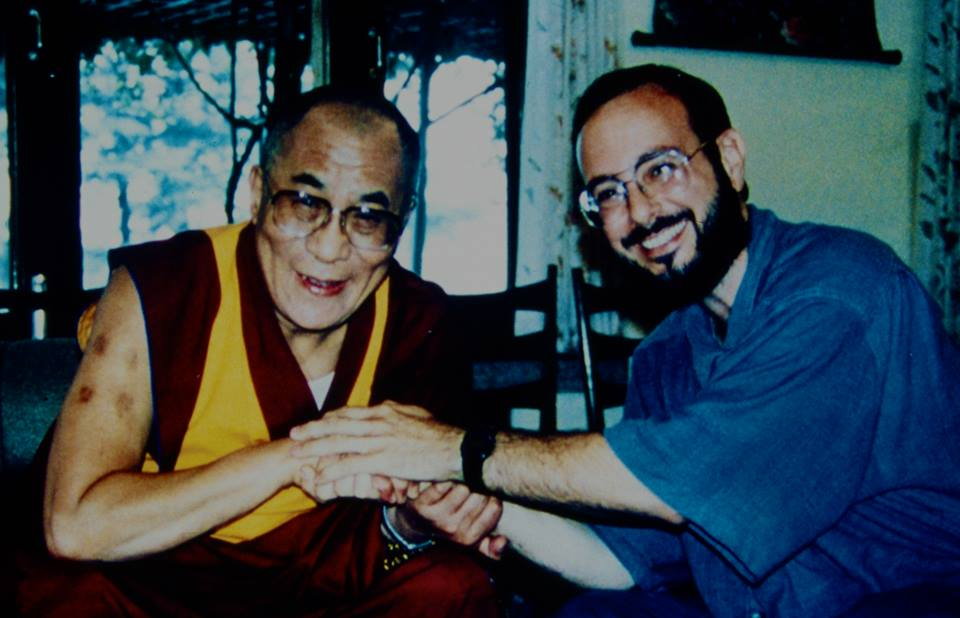
Francis Tiso, katolikus pap társaságában

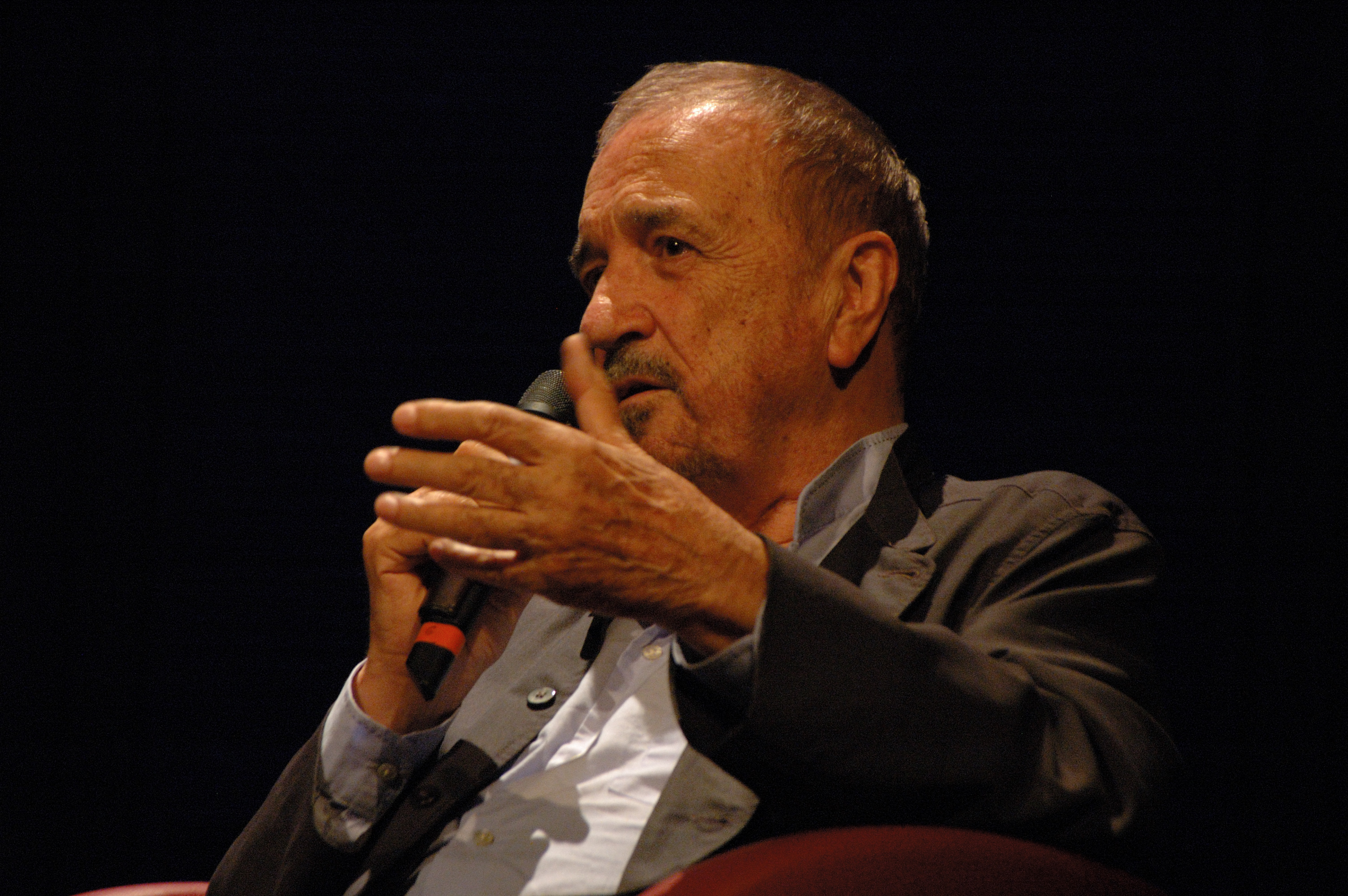
Jean-Claude Carrière, francia író, színész

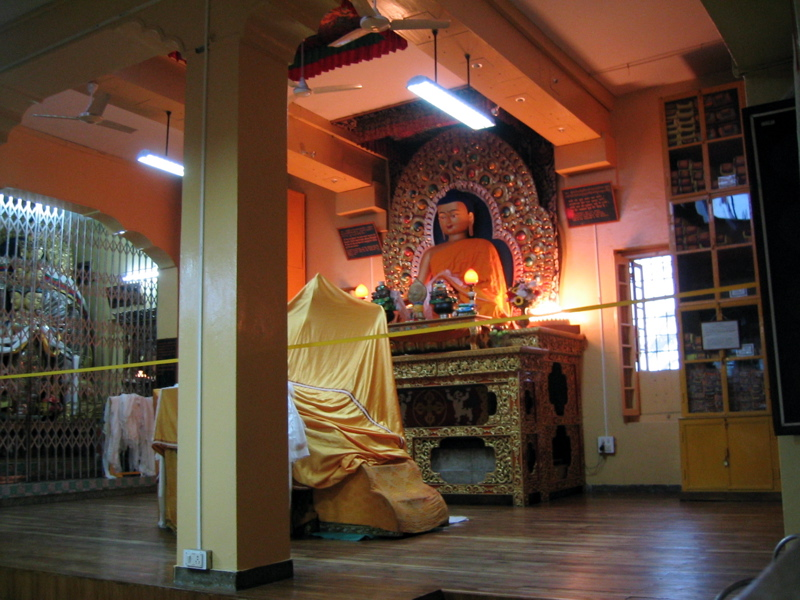
A dalai láma előadóterme dharamszalai rezidenciáján

| Policy of Kindness Kiadó: Snow Lion Publications Kiadás éve: 1990, 2002 Magyarul: A kedvesség politikája |

| A Policy of Kindness (magyarul: A kedvesség politikája) egy összefoglaló és bemutató jellegű könyv, amelyet Sidney Piburn szerkesztő állított össze a dalai láma által előadott beszédekből, előadásokból, a vele készített interjúkból, és az általa írt önéletrajzi írásaiból. A Nobel-békedíj átvételekor adott beszédével kezdődő könyv részletes képet ad a dalai láma hétköznapjairól, a széles érdeklődési köréről, valamint a világot érintő különböző témákról alkotott véleményeiről. A könyvből kirajzolódik egy erőszakmentes megoldásokban gondolkodó ember, aki személyes tapasztalatairól beszél többek között politikai és környezetvédelmi témákról is. |

| The Nobel Peace Prize and the Dalai Lama Kiadó: Snow Lion Publications Kiadás éve: 1990 Magyarul: A Nobel-békedíj és a dalai láma |

| A dalai lámának 1989. december 10-én odaítélt Nobel-békedíjat a Nobel-bizottság a dalai láma Tibet szabadságáért folytatott küzdelméért és az erőszak helyett a békés megoldásért tett erőfeszítéseiért adta. A Nobel-bizottság elnöke azt mondta, hogy részben Mahátma Gandhi emlékének szól a díj. Elfogadó beszédében a dalai láma kritizálta Kínát az 1989-es Tiananmen téri diáktüntetések erőszakos elfojtása miatt. Azt mondta, hogy erőfeszítéseik nem voltak hiábavalóak. Beszédének középpontjában az állt, hogy kiemelten fontosnak tartja az erőszakmentességet, valamint reméli, hogy tud majd párbeszédet kezdeményezni Kínával, és sikerül megoldást találni a problémára. |

| My Tibet Kiadó: University of California Press Kiadás éve: 1990, 1995 Magyarul: Az én Tibetem |

| A könyv a 14. dalai láma és egy ismert természetfotós szemén keresztül mutatja be Tibetet. A dalai láma esszéi és a szép felvételek együttesen mutatják be Tibet féltett örökségét. 1950-ben, amikor a kínai kommunista csapatok megszállták a Nyugat-Európa méretű himalájai országot, a tibeti spirituális vezető tízéves volt. Tendzin Gyaco 1959-ben elveszítette országát és kénytelen volt elmenekülnie Indiába. Amikor az 1980-as években Kína megnyitotta Tibet kapuit a nyugati turisták felé, az egész világ számára kiderült, hogy Tibetet teljesen kifosztották és szétzúzták a kínai megszállás során. A könyv azt mutatja be, hogy a rengeteg kár ellenére továbbra is bőven van mit megmenteni Tibetben. |

| The Global Community and the Need for Universal Responsibility Kiadó: Wisdom Publications Kiadás éve: 1990, 1992 Magyarul: A globális közösség és az egyetemes felelősségtudat szükségessége |

| A rövid terjedelmű, mindössze 22 oldalas The Global Community and the Need for Universal Responsibility című könyvben a dalai láma összefoglalja a világ aktuális állását és megosztja ezzel kapcsolatos gondolatait és észrevételeit. Felhívja a figyelmet, hogy a 20. század végéhez közeledve a világ összezsugorodott és a világ népei szinte egy nagy közösséget alkotnak, a politikai és hadászati szövetségek nemzetközi csoportokat hoztak létre és az ipar és a nemzetközi kereskedelem globális gazdaságot szült, valamint a világháló lehetővé tette a nyelvek, a fajok és a távolságok okozta hatalmas történelmi különbségek leküzdését. Szintén összehoz bennünket néhány mindnyájunkat foglalkoztató komoly kérdés: a túlnépesedés, a fogytán lévő természeti erőforrások és a környezetet sújtó válság, amely érinti a bolygónkon található levegőt, a vizeket, a fákat és az élőlényeket. |

| Freedom in Exile Kiadó: Harper Collins Kiadás éve: 1991, 2008 Száműzetésben – szabadon Kiadó: Írás Kiadó Kiadás éve: 2005 |

| A könyvben a tibeti vezető elmeséli a születésétől kezdve az életét. A magát egyszerű szerzetesként meghatározó dalai láma meglepő őszinteséggel ír személyes élményeiről, és bepillantást enged a hétköznapi életébe és életfilozófiájába. Az előszóban elmondja, hogy miért ajánlja élete történetét az olvasó számára, amelyről kifejti, hogy nem a buddhizmusról szól. Kifejti, hogy egyre több ember mutat érdeklődést a dalai láma személye iránt, illetve egy sor történelmi eseményt szeretne világosan elmesélni. A könyv születésének idején a dalai láma már több mint 30 éve száműzetésben élt. A tibeti népért folytatott békés küzdelemmel nagy nemzetközi hírnévre tett szert, 1989-ben Nobel-békedíjat kapott, közben folyamatosan magára vonzotta a kínai kormány haragját, és mindeközben megnőtt a világon a tibeti buddhizmus és Tibet iránti érdeklődés. |

| Path to Bliss Kiadó: Snow Lion Publications Kiadás éve: 1991 Magyarul: A boldogsághoz vezető út |

| A Path to Bliss című könyv egy gyakorlati útmutató a meditáció egyes szakaszaihoz kezdők számára. A könyv első része bemutatja a buddhista gyakorló spirituális útját, valamint a lamrim-féle utasítások eredetét. A második részben szerepelnek az alapvető gyakorlatok, a harmadik részben hangzanak el a legfőbb lamrim meditációk magyarázatai témánkként. A bodhiszattva fogadalmakat és előírásokat a függelék tartalmazza. Helyet kapott a könyvben Loszang Csökji Gyalcen eredeti művének angol fordítása is. Annak ellenére, hogy a könyv témája mélyen a tibeti hagyományokban gyökerezik, mégis könnyen olvasható és érthető. |

| MindScience – An East – West Dialogue Kiadó: Wisdom Publications Kiadás éve: 1991, 1999 Magyarul: Tudattudomány: Kelet – Nyugat párbeszéd |

| Mi a test és a tudat alapvető kapcsolata? Lehetséges, hogy a nyugati és a keleti megközelítés ötvözésével jobban megérthetjük a tudat természetét, az ember fejlődésének lehetőségeit és a mentális és a fizikai egészség lehetőségét? Ezekkel és további kérdésekkel foglalkozik a MindScience (magyarul: Tudattudomány) című könyv, amely dokumentálja a modern nyugati tudományok és a buddhizmus történelmi jelentőségű párbeszédét. A Harvard Tudat Tudomány szimpózium szervezésében közösen gondolkodik a 14. dalai láma egyéb buddhista tudósok társaságában és a nyugati pszichiátria, pszichológia, neurotudomány és oktatás világszinten is kimagasló tudósai. |

| Cultivating a Daily Meditation Kiadó: Library of Tibetan Works és Archives Kiadás éve: 1991 Magyarul: Meditáció minden nap |

| Az 1985 áprilisában, majd az ezt követő év októberében a dalai láma indiai embereknek tartott előadásán elhangzott beszédei képezik a Cultivating a Daily Meditation (magyarul: Meditáció minden nap) című könyv alapját. Az eseményt egy Delhiből származó csoport kezdeményezte és szervezte, amelynek a tagjai évek óta ismerték a dalai lámát, így a hagyományos kellékek ellenére a hangvétel bensőséges volt. Az előadást és az azt követő beszélgetéseket rögzítették, amelyet követően később állították össze ezt a könyvet. A témák között szerepel a buddha-dharma, a hétköznapokban végzett rendszeres tantrikus meditációs gyakorlatok, az együttérzés kifejlesztése, illetve az üresség fogalma. |

| Gentle Bridges Kiadó: Shambhala Publications Kiadás éve: 1992, 2001 Magyarul: Nemes hidak |

| 1987 októberében néhány tudós Indiába utazott, hogy találkozzon a 14. dalai lámával. A tudósok közül mindenki érdekelt volt a Mind and Life intézet valamilyen modern tudományos kutatásában, illetve a többségük szintén érdeklődést mutatott a buddhizmus iránt. Hat napon át, reggel és délután, a tudósok tudományos párbeszédet folytattak a dalai lámával a spirituális vezető saját otthonában. Az eseményen jelen volt még két tibeti buddhista tudós, két tolmács és néhány szemlélődő. Két világhagyomány kiemelkedő gondolkodóinak volt ez egy rendhagyó diskurzusa. Később kiderült, hogy ez az alkalom egy sor további konferenciát szül még a tudat és az élet témakörében. |

| Worlds in Harmony Kiadó: Parallax Press Kiadás éve: 1992, 2004 Magyarul: Világok harmóniában |

| A Worlds in Harmony című könyv hét nyugati tudós és a 14. dalai láma eszmecseréjét tartalmazza olyan témákról, mint a városi bűnözés, a környezetpusztítás, a nők szerepe, a háborúk és korunk egyéb szörnyűségei. A buddhizmus ősi látásmódja találkozik a modern nyugati pszichológia tudományával. A dalai láma kifejti a szenvedés természetét és elmagyarázza, hogyan szüntethető meg együttérző cselekedeteken keresztül. A könyv legfőbb témája, hogy mivel minden érző lény igyekszik elkerülni a fájdalmat, ezért az emberi értelem használatával eljuthat az ember ahhoz a felismeréshez, hogy felelősséggel tartozik másokkal szemben, hogy enyhítsen azok szenvedésein. |

| Generous Wisdom – Commentaries on the Jatakamala Kiadó: Library of Tibetan Works and Archives Kiadás éve: 1993, 2006 Nagylelkű bölcsesség – Kommentár a Dzsátaka-mesékhez |

| A Generous Wisdom – Commentaries on the Jatakamala (magyarul: Nagylelkű bölcsesség – Kommentár a Dzsátaka-mesékhez) a 14. dalai láma a Dzsátaka mesékhez fűzött szövegmagyarázatai, amely a tibeti újév nagy imafesztiválja, a Monlam imafesztivál alkalmával hangzott el egy dharamszalai előadás során, folytatva a Congkapa által 1409-ben elindított hagyományt. A könyv fő témája a bódhiszattva nagylelkűségének a tökéletesítése, de a dalai láma átfogóan beszél más tökéletességekről is, mint a moralitás vagy a türelem. Szó esik még a karmikus cselekedetekről, a függő keletkezésről, és a buddhizmusban a jelenségek tanulmányozásához használt négyes osztályozást, amely megegyezik a modern tudomány módszerével. |

| Words of Truth Kiadó: Wisdom Publications Kiadás éve: 1993 Magyarul: Az igazság szavai |

| A dalai láma 1960 őszén írt Words of Truth című költeménye röviddel azután született, hogy a tibeti vezető száműzetésbe kényszerült Indiába. Ez ma a tibeti emberek egyik legfontosabb imája, amit minden reggel elszavalnak a többi imádsággal együtt, és bizonyos ünnepek alkalmával énekelni is szokták. A tibeti emberek számára nincs különbség egyházi és világi között, így ez a költemény is mindkét helyen szerepel. A költemény a béke helyreállításának az imája, a buddhista tanítások, a buddhista kultúra és a tibeti emberek szülőföldjük felé táplált szeretetéről és az elszántságukról. Ezenfelül emlékeztet az összes érző lény felé gyakorolandó együttérzésre mind az elnyomottakkal, mind az elnyomókkal szemben. Az imák gyakorlati szerepe az, hogy a gondolatokat egy meghatározott irányba vigyék, ebben az esetben a tibeti civilizáció megőrzése és az egyetemes együttérzés felé. A költemény egy belső látomás kifejezése is egyben. |

| A Flash of Lightning in the Dark of Night Kiadó: Shambala Publications Kiadás éve: 1994 Magyarul: Villámfény az éj sötétjében |

| A könyvet a dalai láma nyugati emberek számára tartott egyhetes előadássorozatából készítették. A tibeti buddhizmusban a dalai lámát ezen spirituális ideál megtestesülésének tartják. A 14. dalai láma a A Flash of Lightning in the Dark of Night (magyarul: Villámfény az éj sötétjében) című könyve a praktikus filozófia részletes kézikönyve, amely a mahájána buddhizmus ismert szövegére, Santidéva A bodhiszattva ösvény (Bodhicsarjavatára) című művére épül. A dalai láma elmagyarázza a szöveg értelmét a mindennapi tapasztalatokon keresztül, és rámutat, hogy bárki kifejlesztheti magában a bódhicsittát, azt a vágyat, hogy a többi érző lény javára érje el a megvilágosodást. |

| The World of Tibetan Buddhism Kiadó: Wisdom Publications Kiadás éve: 1995 Magyarul: A tibeti buddhizmus világa – filozófiájának és gyakorlatainak bemutatása |

| A The World of Tibetan Buddhism a buddhista gondolkozás és a buddhista gyakorlatok alapos áttekintése. A könyv Thupten Dzsinpa, a dalai láma neves tolmácsának szerkesztésében jelent meg, amely tartalmazza a 14. dalai láma 1980-as évek végén Londonban tartott előadását, tehát a könyv hangvétele a nyugati emberek számára lett kialakítva, főleg a mahájánára és a tantrikus rendszerekre vonatkozó részek. A könyv első része a buddhizmus összes iskolájára jellemző témákkal foglalkozik: a három magasabb szintű gyakorlat, a dharma kerekének (dharmacsakra) háromszori megforgatása, a négy dharma pecsét (az igaz buddhista tanítások négy jellemzője), stb. Ezeken keresztül könnyebben érthető meg a második fejezetben tárgyalt bodhiszattva ösvény és a harmadik fejezetben szereplő vadzsrajána |

| The Way to Freedom Kiadó: Harper Collins Kiadás éve: 1995 Magyarul: A boldogsághoz vezető út |

| A The Way to Freedom (magyarul: A boldogsághoz vezető út) a buddhizmusban nem jártas emberek számára készült könyv, amely egyszerűen és érthetően fogalmaz. A „Library of Tibet” sorozat első könyvének számító mű Congkapa (1357–1419) Az ösvény fokozatai című könyvére épít. A dalai láma elmagyarázza a menedékvételt, a guru szerepét, a tudatosság folytatásának számító újjászületést, az állandótlanság (aniccsa), a szenvedés természetét, a nem tudást (avidjá), illetve az együttérzés (dána) kifejlesztését. A mások számára felajánlott, saját cselekedetekből származó érdemek az ártalmatlanságot jelentik a buddhista erkölcsben. Emellett az emberi lényként való értékes újjászületés lehetőséget jelent a tudat megszelídítésere a motiváció által. |

| The Spirit of Tibet – Universal Heritage Kiadó: Tibetan Parliamentary and Policy Research Center Kiadás éve: 1995 Magyarul: Tibet lelke – egyetemes örökség |

| A The Spirit of Tibet: Universal Heritage (magyarul: Tibet lelke: egyetemes örökség) címe a 14. dalai láma három életre szóló fogadalma közül a harmadikra utal, amely szerint megőrzi a tibeti buddhista kultúrát, amely a béke és az erőszakmentesség kultúrája (a másik két elkötelezettséget lásd itt: a dalai láma három elkötelezettsége). Egyszerű szerzetesnek titulálja magát, aki az egyetemes értékeket hirdeti, mint a tolerancia, a bölcsesség és az együttérzés. A beszédeiben és a vele készített interjúkban egyszerű, közvetlen és természetes hangnemet használ, és egyszerű szavakkal magyarázza el mélységes gondolatait a világot érintő témákban. |

| The Power of Compassion Kiadó: Harper Collins Kiadás éve: 1995, 1997 A könyörület ereje Kiadó: Szukits Kiadó Kiadás éve: 2003 |

| A 14. dalai láma londoni beszédein alapuló The Power of Compassion (magyarul: A könyörület ereje) című könyv az emberiség által leküzdendő aktuális problémákról szól: fajgyűlölet, nemiség, környezetvédelem. A könyv tisztán és világosan szól arról, hogyan lehet jól élni és meghalni, valamint hogyan érhető el a bölcsesség és az együttérzés a mindennapi életben: \| \| „Az igazi együttérzés annak a teljes elfogadásán és felismerésén nyugszik, hogy mások, ahogy saját magunk is, boldog életre vágynak és joguk van a szenvedés legyőzésére. Ilyen alapon ki lehet fejleszteni a másokkal való törődést függetlenül attól, hogy annak a személynek milyen a felénk mutatott hozzáállása. Ez az együttérzés. - 14. dalai láma[79]” \| \| \| \| | |
| | „Az igazi együttérzés annak a teljes elfogadásán és felismerésén nyugszik, hogy mások, ahogy saját magunk is, boldog életre vágynak és joguk van a szenvedés legyőzésére. Ilyen alapon ki lehet fejleszteni a másokkal való törődést függetlenül attól, hogy annak a személynek milyen a felénk mutatott hozzáállása. Ez az együttérzés. - 14. dalai láma” |
| | |

| The Path to Enlightenment Kiadó: Snow Lion Publications Kiadás éve: 1995 Magyarul: Út a megvilágosodáshoz |

| Ebben a nagy terjedelmű tanításban a dalai láma a saját spirituális tapasztalatai és személyes elmélkedései alapján elmagyarázza a megvilágosodáshoz vezető utat, amelyhez felhasználja a 3. dalai láma, Szönam Gyaco A finomított arany esszenciája című művét is. A Snow Lion Publications kiadásában megjelent The Path to Enlightenment (magyarul: Út a megvilágosodáshoz) című könyv bevezető ismereteket nyújt a tibeti buddhizmus világába. A könyv gyakorlati tanácsokat ad a buddhista gyakorló számára, hogy elérhesse a megvilágosodást. A könyvnek magyar nyelvű kiadása nem jelent meg. |

| Dialogues on Universal Responsibility and Education Kiadó: Library of Tibetan Works and Archives Kiadás éve: 1995 Magyarul: Beszélgetések az egyetemes felelősségtudatról és az oktatásról |

| A Dialogues on Universal Responsibility and Education (magyarul: Beszélgetések az egyetemes felelősségtudatról és az oktatásról) című könyv a Delhiben történt zártkörű beszélgetésre épül a dala láma és indiai tudósok, filozófusok, tanítók és társadalmi reformalakok között. Az egyetemes felelősségtudatból kiindulva a résztvevők olyan lehetőségeket vitattak meg, amelyek pozitív hatással lehetnek a társadalomra. A fókuszuk középpontjában az oktatás állt. A Library of Tibetan Works and Archives kiadó első könyve, amely bepillantást enged India filozófiai hátterébe, és a modern gondolkodásba való átalakulásába. Az egyetemes felelősségtudat elvére építve a beszélgetés résztvevői humanitárius változásokat kívánnak elérni a társadalomban az közoktatáson keresztül. |

| Commentary on the Thirty Seven Practices of a Bodhisattva Kiadó: Library of Tibetan Works and Archives Kiadás éve: 1995, 2014 Magyarul: Kommentár a harminchét bodhiszattva gyakorlathoz |

| Ngulcsu Togme Zangpo A harminchét bodhiszattva gyakorlat (tibeti: རྒྱལ་སྲས་ལག་ལེན་སོ་བདུན་མ་, wylie: rgyal szrasz lag len szo bdun ma) című műve a tibeti buddhizmus egyik népszerű könyve, amely a tudatedzés szövegei közé tartozik, de a lamrim hagyomány felől is megközelíthető, időtlen tanításai egyetemes értékűek. A Commentary on the Thirty Seven Practices of a Bodhisattva (magyarul: Kommentár a harminchét bodhiszattva gyakorlathoz) című könyvben a 14. dalai láma szövegmagyarázata, amelyet a Bodh-Gajában tartott kálacsakra tanítás során mondott el, az eredeti mű minden sorára alapos figyelmet szentel. A dalai láma a többnapos esemény minden egyes napján összefoglaló jellegű bevezetőket is tartott, amely tovább segíti a helyes megértést, és lehetővé teszi számára azt is, hogy megossza személyes tapasztalatait a hétköznapi életből. A könyv lehetőséget teremt arra, hogy kitartó gyakorlás mellett a gyakorló kifejlessze magában a melegszívű együttérzést. |

| Awakening the Mind, Lightening the Heart Kiadó: Harper Collins Kiadás éve: 1995 Magyarul: A tudat felébresztése, a szív megkönnyebbítése |

| Az Awakening the Mind, Lightening the Heart (magyarul: A tudat felébresztése, a szív megkönnyebbítése) a „Library of Tibet” sorozat második könyve, amely bemutatja, hogyan ébreszthető fel mindenkiben a mások felé táplált együttérzés, és amely segíthet egy jobb világ létrehozásában. A könyvben található egyszerű meditációs gyakorlatok abban lehetnek az olvasó segítségére, hogy könnyebben értelmezzék kapcsolataikat a múltban és a jelenben. |

| The Good Heart – A Buddhist Perspective on the Teachings of Jesus Kiadó: Wisdom Publications Kiadás éve: 1996 Magyarul: A jó szív – Jézus tanításai buddhista szemmel |

| A The Good Heart – A Buddhist Perspective on the Teachings of Jesus (magyarul: A jó szív – Jézus tanításai buddhista szemmel) című könyvben a dalai láma megosztja az olvasókkal a buddhista nézőpontból vett, Jézus tanításaival kapcsolatos nézeteit. A könyv tartalmát a dalai láma 1994-ben a John Main szemináriumon tartott előadása adja, amely során négy közismert evangélium nyolc részleteihez fűz kommentárokat, köztük a mustármag példabeszédhez és a feltámadáshoz (a nyolc részlet: Máté: 5:38-48 Szeresd ellenségedet és 5:1-10 Hegyi beszéd; Márk 3:31-35, Egykedvűség és 4:36-24, Isten királysága; Lukács: 9:28-36, Az átváltozás és 9:1-6, A küldetés; valamint János: 12:44-50, Hit és 20:10-18, Feltámadás). |

| Beyond Dogma – Dialogues and Discourses Kiadó: Souvenir Press Ltd Kiadás éve: 1996 Magyarul: A dogmán túl – dialógusok és beszélgetések |

| A Beyond Dogma – Dialogues and Discourses című könyv a dalai láma 1993-as franciaországi előadássorozata alapján készült. Az előadások részét képezte a már szokásossá vált kérdezz felelek a közönséggel, amelynek sorai között voltak politikai aktivisták, vallási vezetők, egyetemi diákok, tudósok, buddhista gyakorlók és vallásközi szervezetek. A kérdések egy sor kortárs társadalmi, politikai és vallási témát érintettek. Az előadás során szó esett többek között a buddhizmus helyzetéről Nyugaton, az erőszakmentességről, az emberi jogokról, a tibeti válságról, a spiritualitás gazdasági megközelítéséről, a buddhizmus és a nyugati tudományok találkozásáról. |

| Buddha Nature – Death and Eternal Soul in Buddhism Kiadó: Bluestar Communications Kiadás éve: 1997 Magyarul: Buddha-természet – a halál és az örök lélek a buddhizmusban |

| A Buddha Nature – Death and Eternal Soul in Buddhism (magyarul: Buddha-természet) című könyvben a 14. dalai láma megosztja az énnel (anatta) kapcsolatos nézeteit. A gelug iskola buddhista tanítómestere elmagyarázza, hogy a buddhizmusban, hogyan tesznek különbséget a személy és az örök tudat között. A könyv előszavát a dalai láma közeli barátja, az egykori cseh köztársasági elnök Václav Havel írta. A buddha-természet a buddhizmus egyik rendkívül összetett témája, amivel nem sok nyugaton is elérhető könyv foglalkozik. Még különlegesebbé teszi ezt a könyvet az a tény, hogy egyben magába foglalja a keresztény gondolkodásmód „én”, „halhatatlanság” és „lélek” fogalmát is. A dalai láma saját szavaival magyarázza el, hogyan tekintenek a buddhizmusban az énre, a személyre és a lélekre. Szintén felvilágosítást kap az olvasó a nirvána fogalmáról. |

| Sleeping, Dreaming and Dying Kiadó: Wisdom Publications Kiadás éve: 1997 Magyarul: Alvás, álom és halál |

| A Sleeping, Dreaming and Dying (magyarul: Alvás, álom és halál) című könyv nyugati tudósok és a dalai láma párbeszédét tartalmazza. A modern tudományokban a tudat átmeneti állapota sok tudományos terület középpontjában áll. A buddhista gyakorlók számára ezek az állapotok lehetőséget jelentenek a tudat alaposabb megismerésére és átalakítására. A könyv témája a tudat három alapvető állapota: az alvás, az álom és a halál, de emellett szó esik olyan különleges dolgokról is mint a tudatos álmodás, a halál közeli élmények, vagy magának a tudatnak a szerkezete. A könyv érdekes lehet a pszichológia a idegtudomány és a buddhizmus iránt érdeklődők számára. |

| Love, Kindness and Universal Responsibility Kiadó: Paljor Publications Kiadás éve: 1997, 2002 Magyarul: Szeretet, kedvesség és egyetemes felelősségtudat |

| A Love, Kindness and Universal Responsibility (magyarul: Szeretet, kedvesség és egyetemes felelősségtudat) három dalai láma által fémjelzett könyv összefoglalója a tibeti buddhista mester életfilozófiájával és tanításaival, az együttérzésről, az egyetemes testvériségről és az erőszakmentességről. |

| The Joy of Living and Dying in Peace Kiadó: Harper Collins Kiadás éve: 1997 Magyarul: A békés élet és halál öröme |

| A The Joy of Living and Dying in Peace (magyarul: A békés élet és halál öröme) című könyv a céltudatos élet és a békés halál üzenete. A 14. dalai láma saját gondolatait osztja meg az olvasóval, amelyeket a buddhista hagyományok ihlettek. A dalai láma részletesen kifejti az élet végére való alapos felkészülés jelentését, a halál természetességét és elfogadását, valamint a békében történő halál fontosságát és jelentőségét. Kiemeli a gyakorlás fontosságát, a meditáció, az együttérzés, a türelem és az erőfeszítés fontosságát, amelyek a jelenlegi élet örömteli értelmét megadják, ahogy a következő életekbe történő újjászületésekét is. |

| Healing Anger – The Power of Patience from a Buddhist Perspective Kiadó: Snow Lion Publication Kiadás éve: 1997 Magyarul: A harag gyógyítása – a türelem hatalma buddhista szemszögből |

| A Healing Anger – The Power of Patience from a Buddhist Perspective (magyarul: A harag gyógyítása – a türelem hatalma buddhista szemszögből című könyv egy hetvenes évek végén történő amerikai utazásakor tartott konferenciára épül. A dalai láma elmagyarázza, hogy a türelem és a tolerancia gyakorlásán keresztül képesek vagyunk legyőzni a haragot és a gyűlöletet. A mondandóját Santidéva, ókori indiai szerzetes ismert könyvére, a Útmutató a bodhiszattva életmódhoz című műre alapozza. A mű azt meséli el, hogy a bódhiszattva ösvényen haladó gyakorlók azért kívánják elérni a megvilágosodást, hogy minden érzőlény javára lehessenek. A világ összes nagy vallása kihangsúlyozza a szeretet, az együttérzés és a tolerancia fontosságát. Ez különösen fontos a buddhista hagyományokban, amelyekben az együttérzés és a szeretet minden gyakorlat alapja, amelyek a harag és a gyűlölet hatékony ellenszerei. |

| The Gelug/Kagyu Tradition of Mahamudra Kiadó: Snow Lion Publication Kiadás éve: 1997 Magyarul: A mahámudrá gelug/kagyü hagyománya |

| A The Gelug/Kagyu Tradition of Mahamudra (magyarul: A mahámudrá gelug/kagyü hagyománya) bemutatja a tibeti buddhizmus gelug, szakja és kagyü iskolái által megőrzött mahámudrá hagyományát, amely egy meditációs rendszerre utal a tudat mind konvencionális (hétköznapi) és legvégső természetére vonatkozóan. A gelug hagyományon belül a mahámudrá tanítás a gelug/kagyü vegyes hagyományt jelenti, amely az 1. pancsen láma mahámudrá-szövegére épül. A könyv a dalai láma két szövegmagyarázatát tartalmazza. Az első a pancsen láma szövegére vonatkozik, a második pedig a pancsen láma által készített saját szövegmagyarázatára. |

| Spiritual Advice for Buddhists and Christians Kiadó: Continuum Publishing Kiadás éve: 1998 Magyarul: Spirituális tanács buddhistáknak és keresztényeknek |

| A dalai láma szerint a vallás célja nem templomok és egyéb vallási épületek építése, hanem az, hogy az embereket megtanítsa bizonyos egyetemes belső értékekre, mint a tolerancia, a nagylelkűség vagy a szeretet. A könyvben szereplő négy dalai láma beszédben a fő témák a következők: az ima és a meditáció gyakorlata a spirituális életben; a spirituális fejlődés folyamatának állomásai, a tanító és a közösség szerepe a spirituális életben; a személyes és a társadalmi átalakulás spirituális céljai. A dalai láma mindegyik témában elmagyarázza a tibeti buddhizmus legfőbb elveit, valamint azt, hogy a spirituális útkeresők hogyan hasznosíthatják ezeket a hétköznapi gyakorlataik során, a saját vallási meggyőződöttségüktől függetlenül. |

| The Path to Tranquillity – Daily Meditations Kiadó: Penguin Books Kiadás éve: 1998, 2000 Út a nyugalomhoz – mindennapi tűnődések Kiadó: Írás Kiadó Kiadás éve: 2001 |

| Az Út a nyugalomhoz – mindennapi tűnődések (eredeti címe: The Path to Tranquillity – Daily Meditations) című könyv a 14. dalai láma híres mondásait, imádságait és történeteit tartalmazza, amelyek átfogóan mutatják be a tibeti buddhista tanító tapasztalatait és filozófiáját az együttérzésről és az erőszakmentességről. A könyvben javarészt nem a buddhizmusról esik szó, hanem az emberi életről, a boldogulás mai esélyeiről, lehetőségeiről, hogyan éljünk okosabban, jobban és nyugodtabban. Ez Reluka Singh második idézetes könyve (az első a The Little Book of Buddhism). A könyvben az év mind a 365 napjára jut egy bölcsesség a dalai lámától. |

| The Four Noble Truths Kiadó: Thorsons Kiadás éve: 1998 Magyarul: A négy nemes igazság |

| A The Four Noble Truths (magyarul: A négy nemes igazság) című könyv témáját a 14. dalai láma 1996-os londoni, azonos című előadása adja. A dalai láma bemutatja a buddhizmus legfőbb tanításait egy nyugati hallgatóság számára. A könyvben szereplő két legfontosabb tanítás az, hogy a valóságban a dolgok egymással kölcsönös függőségben állnak, illetve az, hogy lényeges az erőszakmentesség. A függő keletkezés a buddhizmus egyik alapvető tanítása, amelyből más tanítások is származnak. A dalai láma bemutatja mind a négy nemes igazságot, amelyekhez példákat szolgáltat mind buddhista írásokból, mind a hétköznapi életből. |

| The Art of Happiness: A Handbook For Living Kiadó: Riverhead Books Kiadás éve: 1998 A boldogság művészete – Kézikönyv az élethez Kiadó: Trivium Kiadó Kiadás éve: 2008 |

| A boldogság művészete – Kézikönyv az élethez című könyvet Howard C. Cutler pszichológus szerkesztette, aki egy hetet töltött a dalai lámával, és a saját interjúit felhasználva készítette el ezt a művet. Cutler szándéka szerint igyekezett bemutatni érthetően a dalai láma tanításait a nem buddhisták számára is. A dalai láma szerint az emberek alapvető természete a kedvesség. A nyugati tudomány és a filozófia előszeretettel jellemzi az embert önzőként, azonban sok tanulmány kimutatta már, hogy az emberek szeretnek kedvesek lenni, ha van rá lehetőségük. Nem ugyanaz, mint sajnálni valakit, hanem arra vágyni, hogy másnak elmúljon a szenvedése. A dalai láma különbséget tesz ragaszkodásra épülő szeretet és együttérzésre épülő szeretet között. Az együtt érző egyének szabadnak és nyugodtnak érzik a tudatukat. |

| The Power of Buddhism Kiadó: Newleaf Kiadás éve: 1999 Magyarul: A buddhizmus hatalma |

| A The Power of Buddhism (magyarul: A buddhizmus hatalma) a 14. dalai láma beszélgetését írja le Jean-Claude Carriere, francia íróval. A könyv témája a belső nyugalom és a tudat tisztasága. A könyv olyan témákat érint, mint a nők jogai, az alapvető emberi jogok, demokrácia és fundamentalizmus, terrorizmus és erőszak, népességnövekedés és környezetvédelem. A szerző igyekszik bemutatni, hogyan értelmezhető a világ a buddhizmus ősi bölcsességén keresztül, illetve ennek a keleti filozófiának a praktikus tanításain keresztül. |

| Imagine All the People Kiadó: Wisdom Publications Kiadás éve: 1999 Magyarul: Képzeld el az összes embert |

| Az Imagine All the People (magyarul: Képzeld el az összes embert) Fabien Ouaki könyve a 14. dalai lámával készített interjúja alapján. A könyvben szereplő témák között szerepel politikai, társadalmi, személyes és spirituális is – média és közoktatás, házasság és szexualitás, lefegyverzés és együttérzés. A könyvben szerepel a The Global Community and the Need for Universal Responsibility teljes szövege. A könyv címe John Lennon Imagine című dalának egyik sorát idézi, mintegy párhuzamot vonva az egykori angol zenész és a magas rangú tibeti láma víziója között, amely a világbékéről szól. A francia szerző a könyv alapját képező beszélgetés előtt többször is találkozott a dalai lámával, ám csak 1995. július 10. és 16-a között volt lehetősége arra az indiai Dharamszalában, hogy feltegye az előre elkészített kérdéseit Tendzin Gyaco számára. A könyv elkészítése előtt a dalai láma csak annyit kérdezett Ouakitól, hogy „Ez segíteni fog az embereknek? Ha igen, akkor csináljuk meg.” |

| Introduction to Buddhism and Tantric Meditation Kiadó: Paljor Publications Kiadás éve: 1999 Magyarul: Bevezetés a buddhizmusba |

| Az Introduction to Buddhism and Tantric Meditation (magyarul: Bevezetés a buddhizmusba) egy bemutató jellegű könyv a buddhizmus iránt érdeklődők számára. Buddha tanításai összefoglalhatók magaviseleti és világnézeti témákra. A viselkedés lényege, hogy ha tudunk, akkor segítsünk másoknak, vagy ha nem tudunk, akkor legalább ne ártsunk senkinek, ez az erőszakmentesség. A világnézet arra vonatkozik, hogyan tekintünk a valóságra és hogyan értelmezzük azt. Buddha úgy magyarázta, hogy semmi nem létezik csak úgy önmagában, más dolgok függvényében van csak értelme a létezésről beszélni. |

| Eight Verses for Training the Mind Kiadó: Snow Lion Publications Kiadás éve: 1999 Magyarul: Nyolc versszak a tudat edzéséhez |

| A Eight Verses for Training the Mind (magyarul: Nyolc versszak a tudat edzéséhez) a dalai láma 1998. november 8-án az Egyesült Államok fővárosában, Washingtonban tartott előadásából összeállított könyv, amelyben a tibeti tanító szövegmagyarázatot ad Langri Tangpa (1054–1123) lojong tanításaihoz. A Washington-i székhelyű Tibeti Művészet és Kultúra Megőrzéséért szervezet meghívására a dalai láma egynapos előadást tartott a Nyolc versszak a tudat edzéséhez című középkori buddhista versről, egy több mint ötezer fős hallgatóság számára. A dalai lámának gyermekkorában tanították ezt a költeményt, amelyet azóta rendszeresen recitál a személyes, mindennapi gyakorlatai részeként. |

| The Little Book of Buddhism Kiadó: Penguin Books Kiadás éve: 1999, 2000, 2015 Magyarul: A buddhizmus kiskönyve |

| A The Little Book of Buddhism (magyarul: A buddhizmus kiskönyve) gondolatébresztő idézeteket tartalmaz, amelyeket Renuka Singh gyűjtött össze a 14. dalai lámától. A szeretet, az együttérzés és a felelősségtudat témáin keresztül kerül bemutatásra a buddhizmus ősi bölcsessége és a hétköznapi élet megpróbáltatásai, hogy az olvasó eljusson a buddha, a dharma és a szangha által jelentett menedékhez. A buddhizmusban a gyakorlóknak nem csak hatalmukban áll, de az igazi gyakorló ténylegesen meg is kérdőjelezi Buddha tanításait. A buddhista gyakorló kezdetben a saját gyógyulásával foglalkozik, hogy később képes legyen mások segítségére lenni. |

| The Heart of the Buddha’s Path Kiadó: Thorsons Kiadás éve: 1999, 2000 Magyarul: Buddha ösvényének lényegisége |

| A The Heart of the Buddha's Path című könyvben a dalai láma egyszerű és közérthető szavakkal magyarázza el, hogyan lehet bölcsességet és együttérzést vinni a hétköznapokba. A könyv a címe ellenére mégsem a buddhizmus általános bemutatása, a témában nem jártas olvasó számára elsőre nehéz lehet a pontos megértése. Buddha alapvető tanításainak megértése a zavaró érzelmekről és az együttérzés fontosságáról lassabb olvasási tempót követel a nyugati olvasó számára. A The Heart of the Buddha's Path egységet alkot a korábban szintén a londoni előadássorozat ügyén kiadott The Four Noble Truths és a The Power of Compassion (magyarul: A könyörület ereje) című művekkel. |

| Consciousness at the Crossroads Kiadó: Snow Lion Publications Kiadás éve: 1999 Magyarul: Találkozások a tudattal – párbeszédek és a dalai láma az agytudományról és a buddhizmusról |

| A Consciousness at the Crossroads – Conversations and the Dalai Lama on Brain Science and Buddhism (magyarul: Találkozások a tudattal – párbeszédek és a dalai láma az agytudományról és a buddhizmusról) című könyv a Mind and Life intézet által szervezett tudományos megbeszélés alapján készült, amelyen kiemelkedő nyugati tudósok és a 14. dalai láma vett részt. A könyv elsősorban erről a párbeszédről, valamint intenzív és kemény gondolkodást igénylő beszélgetésről szól a dalai láma és a többi résztvevő között. A dalai láma nyitott szellemű, találó észrevételei egyfelől kihívások elé állítják a nyugati tudósokat, másfelől inspirációt is szolgáltatnak számukra. Vajon a tudat csupán az emberi agy fizikai folyamatainak tiszavirág életű mellékhatása? |

| Ancient Wisdom, Modern World Kiadó: Little Brown and Company Kiadás éve: 1999 Magyarul: Ősi bölcsesség, modern világ Kiadó: Európa Kiadó Kiadás éve: 2000, 2010 |

| Az Ősi bölcsesség, modern világ – Erkölcsi gondolatok az új évezredre című könyvben a szerző, a 14. dalai láma spirituális forradalomra buzdít. Szerteáradó bölcsességgel és jó érzékkel magyarázza el az egyetemes értékeket, amelyek túlmutatnak a hiten és a hitetlenségen. Sokak számára a spirituális ügyekben folytatott eszmecserék világa valami misztikus és megfoghatatlan dolog, addig a magas rangú tibeti láma közérthető és gyakorlatias megközelítésbe helyezi a témát. A vallást a mai világban ugyan nem tartja lényegesnek, azonban a spiritualitást és az azzal járó szeretetet, együttérzést, türelmet, toleranciát, megbocsájtást, elégedettséget, felelősségtudatot és harmóniát igen. A dalai láma felhívja a figyelmet, hogy az életben vannak elkerülhetetlen szenvedések, mint például a betegségek és a halál. Ezek önmagukban is sok szenvedést okoznak, miért okozunk még többet magunk és mások számára? |

| Essential Teachings Kiadó: Souvenir Press Ltd Kiadás éve: 1999 Magyarul: Fontos tanítások |

| Az Essential Teachings (magyarul: Fontos tanítások) a dalai láma interjúiból összeállított könyv. Az interjúkból és előadásokból álló sorozat 1974-ben készült az indiai Bodh-Gaja városában, Gautama Buddha megvilágosodásának helyszínén, tibeti menekültekből és nyugati buddhistákból álló közönség előtt. A könyvben található bodhiszattva ösvényhez fűzött precíz kommentárjai lépésről lépésre elmagyarázzák a tibeti buddhizmus egy igen fontos tankönyvének a harminchét elemből álló gyakorlatát, amelyet az együttérzés fejlesztéséért és az összes érző lény szenvedéstől való megszabadításáért végeznek a buddhista gyakorlók. |

## 2000-2010
| Buddha Heart, Buddha Mind – Living the Four Noble Truths Kiadó: Crossroads Publishing Kiadás éve: 2000, 2013 Magyarul: Buddha-szív, Buddha-tudat – élet a négy nemes igazság szerint |

| A Buddha Heart, Buddha Mind – Living the Four Noble Truths című könyvet a dalai láma 1997-es franciaországi Karma Ling Intézetben tartott előadása és az azt követő kérdezz-felelek alapján készítette Dzsigme Khjenc rinpocse. A könyv nem a buddhizmusban egyáltalán nem jártas emberek számára íródott, ugyanis viszonylag mélyen belemegy a buddhista tudományos elméletekbe a szenvedést (dukkha) és annak megszüntetését illetően. A könyv nagy hasznára válhat a haladó buddhista gyakorlóknak. Az egyetlen rész, amelyet a kezdők is jól használhatnak, az a meditációkról szóló speciális instrukciós rész, amelyben a magas rangú tibeti láma hétköznapi, érthető nyelvezettel megosztja a közönségével a saját meditációs tapasztalatait. A könyvben gyakran megjelenik a dalai lámára jellemző közvetlen hangulatú, bájos humor. |

| The Dalai Lama's Book of Wisdom Kiadó: Rider Kiadás éve: 2000 Magyarul: A dalai láma bölcsesség könyve |

| A The Dalai Lama's Book of Wisdom (magyarul: A dalai láma bölcsesség könyve) című könyv a dalai láma üzenete a szeretetről, az együttérzésről és a megbocsátásról. A tibeti buddhista mester elmagyarázza, hogyan vihető az elfoglalt, stresszes hétköznapokba bölcsesség és együttérzés. Gyönyörűen megválogatott szavaival segítséget kíván nyújtani a nehéz érzelmekkel szenvedőknek. A magunk és mások felé érzett harag leküzdésére az őszinte elfogadást és megértést javasolja, ugyanis a harag kellemetlenséget okoz az egyén és környezete számára egyaránt. A könyv témája nem kizárólag a buddhisták számára lehet érdekes, mert az üzenete egyetemes értékű, vallástól, kultúrától, nemtől függetlenül. |

| The Little Book of Wisdom Kiadó: Rider Kiadás éve: 2000 Magyarul: A bölcsesség kiskönyve |

| A The Little Book of Wisdom (magyarul: A bölcsesség kiskönyve) című könyv a dalai láma bölcsességeiből összeállított könyv. Annak ellenére, hogy egy buddhista vezetőtől származik – vagy éppen ezért – nem kritizál semmilyen más vallást, és azt sem kéri, hogy hogy mások kövessék a buddhizmust. Felhívja a figyelmet arra, hogy mindenki a saját gondolkodásáért felelős. Minden oldalon csupán pár mondat szerepel különböző témákról, amelyek tanácsokat adnak a hétköznapi élethez, az elégedettség eléréséhez, a harag és az érzelmek értelmezéséhez és kezeléséhez, a tudat átalakításához, stb. A könyv végén szereplő kérdezz-felelek rész a buddhista bölcsesség alkalmazásáról szól a hétköznapi életben. |

| Transforming the Mind: Teachings on Generating Compassion Kiadó: Thorson Publications Kiadás éve: 2000 A tudat átalakítása Kiadó: Szukits Könyvkiadó Kiadás éve: 2001 |

| A tudat átalakítása – Tanítások az együttérzés felkeltésének módjáról című könyv nyolc verse a lojongként ismert tibeti spirituális írások közül a legfontosabb szöveg. Langri Thangpa írta ezt a rövid művet a 11. században. Ebben a közérthetően megfogalmazott tanításban a 14. dalai láma megmutatja, hogyan ápoljuk a bölcsességet és az együttérzést a mindennapokban. A könyvben szereplő legfontosabb témakörök: az együttérzés fejlesztése, az önmagunkkal és másokkal szembeni viselkedésünk kiegyensúlyozottsága, a pozitív gondolkodási mód kifejlesztése, a negatív élmények és tapasztalatok felhasználása a spirituális fejlődésben. A magas rangú tibeti láma a tibeti nép egyik legfontosabb spirituális vezetője. Számos jelentős elismerést kapott, egyebek mellett a Nobel-békedíjat. 1999 májusában a londoni, a Wembley Konferencia-központban, a Royal Albert Hallban, illetve a Lambeth Palace-ban, a dalai láma nyilvános előadásokat és tanításokat adott. |

| A Simple Path Kiadó: Thorson Publications Kiadás éve: 2000 Magyarul: Egy egyszerű ösvény |

| Az A Simple Path – Basic Buddhist Teachings by His Holiness the Dalai Lama című könyv a dalai láma előadására épül, amelyet Angliában tartott a négy nemes igazságról. A könyv legfőbb témája a buddhizmus egyik alaptanításának számító négy nemes igazság (az emberi élet lényegében szenvedéssel teli, a szenvedés oka az emberi önzés és a vágyakozás, van egy út (vagy mód), amelyen keresztül meg lehet szabadulni az önzéstől és a vágyakozástól, a megszabaduláshoz az ún. „nemes nyolcrétű ösvény” vezet), és amelyre Buddha a megvilágosodásához vezető úton ébredt rá. A könyv másik nagy témája a három drágaság, amely a buddhista reflexió egyik legfontosabb gyakorlata. |

| The Meaning of Life – Buddhist Perspectives on Cause and Effect Kiadó: Wisdom Publications Kiadás éve: 2000 Magyarul: Az élet értelme – az ok és okozat buddhista szemszögből |

| A könyv a dalai láma egy 1984-es londoni előadássorozatát tartalmazza, amelyet a Nobel-békedíj átvétele előtt tartott. A könyvben szereplő első két előadás és Jeffery Hopkins professzor bevezetője a függő keletkezés alapvető buddhista nézetével foglalkozik. Az elbeszélés egy híres tibeti dharmacsakra festmény bemutatására épül. A függő keletkezés tana az tanítja, hogy a dolgok más dolgok függvényében keletkeznek és múlnak el, és ez tartja fent magát a dukkhát (elégedetlenség) is a világi tapasztalásokban. Ennek közvetlen következménye a zavaró érzelem, maga a „nemtudás”, amely megmérgezi a mindennapjainkat. A nemtudás legyőzéséhez meg kell érteni a dolgok és a jelenségek éntelen jellegét, amely azt jelenti, hogy mástól függetlenül, önmagában semmi nem létezik, csupán más dolgok függvényében. Ennek a pontos megértéséhez a dalai láma a meditációt javasolja. |

| The Transformed Mind – Reflections on Truth, Love and Happiness Kiadó: Holder and Stoughton Kiadás éve: 2001 Magyarul: Az átalakított tudat – Elmélkedés az igazságról, a szeretetről és a boldogságról |

| A The Transformed Mind – Reflections on Truth, Love and Happiness című könyv Renuka Singh indiai egyetemi professzor válogatása a dalai láma hat előadásából, amelyeket Új-Delhiben tartott 1988 és 1997 között. Kedves és közvetlen hangnemével a dalai láma megvizsgálja az emberi tudat természetét és elmagyarázza a tudat megedzésének szükségességét, amennyiben valaki kielégítő életet szeretne élni. A könyv a dalai láma szenvedésről, boldogságról, szeretetről és igazságról történő elmélkedéseit használja fel, és praktikus bölcsességeket oszt meg a vallási toleranciától kezdve a világgazdaságig. A dalai láma kiemeli az együttérzés és az erőszakmentesség szükségességét, ami elérhető mindenki számára, ugyanis az ember alapvető természete a kedvesség. Ezeken keresztül megteremthető a békés élet és az élettől való nyugodt búcsúzás. Felhívja a figyelmet, hogy mindenkor vállalnunk kell a cselekedeteink és gondolataink következményeit, amelyek egymással függő kapcsolatban állnak. A könyvben szereplő bölcsességek egyszerre adnak reményt és vigaszt az olvasó számára. |

| Stages of Meditation Kiadó: Snow Lion Publications Kiadás éve: 2001 A meditáció szakaszai Kiadó: Édesvíz Kiadó Kiadás éve: 2012 |

| Az A meditáció szakaszai (eredeti cím: Stages of Meditation) című könyvben a dalai láma gyakorlati szemmel magyarázza el a buddhista meditáció lényegét. A főleg a nyugati gyakorlók számára készült könyv a dalai láma egyik 1989-ben készült előadásából készült. Az összeállított könyvben a dalai láma a 9. századi indiai tudós, Kamalasíla Bhávanákrama (magyarul: A meditáció szakaszai) című művének középső részét használja segítségül és ahhoz fűz terjedelmes kommentárt. Az eredeti mű angol nyelvű fordítása is szerepel a könyvben. Mivel Kamalasílának ez a műve a dalai láma egyik saját kedvence, ezért gyakran tart róla előadást a világ minden táján. Ahogy ő fogalmaz: „Ez a szöveg olyan, mint egy kulcs, amely kinyitja az ajtót minden más fő buddhista szöveg felé”. A könyv témái között szerepel a tudat természete, az együttérzés és a szerető-kedvesség kifejlesztésének módja és a nyugodtan megmaradó bölcsesség. |

| An Open Heart – Practicing Compassion in Everyday Life Kiadó: Little Brown and Company Kiadás éve: 2001 Nyitott szívvel Kiadó: Trivium Kiadás éve: 2003 |

| A Nyitott szívvel – szeretet és könyörületesség gyakorlása a mindennapokban (eredeti címe: An Open Heart – Practicing Compassion in Everyday Life) című könyv a buddhizmus alapszintű megértését segíti, amelyet kiegészít néhány fontos módszer, amelyet a buddhista gyakorlók követnek, hogy fejlesszék az együttérzést és a bölcsességet az életükben. A meditációs technikákat nem kizárólag a buddhisták számára ajánlja a szerző, amelyet fontosnak tart kiegészíteni erőkifejtéssel és motivációval az egyén saját spirituális útján. A bevezetőben a 14. dalai láma, Tendzin Gyaco közvetlenül és egyszerűséggel tárja fel az emberek egymás felé mutatandó tiszteletének személyes és globális fontosságát, illetve bemutatja, hogyan alakítható át a büszkeség és a harag alázatossággá és szeretetté. A dalai láma közérthető és humorral átszőtt hangulat mellett igyekszik rámutatni, hogyan lehetünk együtt érzőbbek másokkal. |

| Pocket Dalai Lama Kiadó: Shambhala Publications Kiadás éve: 2002 Magyarul: Dalai láma zsebkönyv |

| A Pocket Dalai Lama bölcsességek gyűjteménye különféle témákban. A zsebkönyv méretű könyv röviden mutatja be a dalai láma személyét a kezdő olvasó számára. A dalai láma híres mondásait olyan könyvekből ollózta össze a szerkesztő, Mary Craig, mint a Boldogság művészete vagy az Ősi bölcsesség, modern világ, olyan témákat érintve, mint vallás, politika, béke és emberi jogok. A tibeti buddhista tanító tanításaiból vett, rövid idézeteket tartalmazó könyv az In My Own Words – An Introduction to My Teachings and Philosophy című, eredetileg Angliában kiadott könyv rövidített kiadása. |

| Illuminating the Path to Enlightenment Kiadó: Thubten Dhargye Ling Kiadás éve: 2002 Magyarul: A megvilágosodáshoz vezető ösvény megvilágítása |

| Az Illuminating the Path to Enlightenment című könyvben a dalai láma két történelmi műhöz fűz kommentárokat, Atísa Dípamkara Srídzsnána Bodhipathapradípa (A megvilágosodás ösvényének lámpása) és Je Cong Kapa A megvilágosodáshoz vezető ösvény szakaszainak főbb pontjai röviden című műveihez. A mű teljesen átöleli és hitelesen magyarázza el a tibeti buddhista gyakorlók spirituális ösvényét. Mintegy ezer évvel ezelőtt hívták meg Atísa ókori tudóst Indiából Tibetbe, hogy magas szintű ismeretei segítségével tisztítsa meg a buddhadharmát az akkor már évszázadok óta korrupt és téves nézetektől. Atísa egyik legfőbb tevékenysége a Bodhipathapradípa megírása volt, amely magába sűríti Buddha 84 000 tanításának lényegét. |

| How to Practice – The Way to a Meaningful Life Kiadó: Simon és Schuster Kiadás éve: 2002, 2003 Spirituális gyakorlatok – Út az értékes élethez Kiadó: Napsugár és Holdsugár Kiadó Kiadás éve: 2004 |

| A Spirituális gyakorlatok – Út az értékes élethez című könyvben a dalai láma lépésről lépésre vezeti az olvasót a megvilágosodás felé vezető ösvényen, bemutatva az erkölcs, a meditáció és a bölcsesség szerepét a hétköznapi életben, motivációt nyújt a rossz cselekedetek elkerüléséhez, a nyugodt tudat műveléséhez és az értelemmel teli életvitelhez. A dalai láma a buddhista középút filozófiai rendszerén keresztül mutatja be, hogyan érhető el a tartós boldogság. A magas rangú tibeti láma és tanítómester a szeretet és az együttérzés egyetemes törvényein keresztül mutatja be az erkölcsös magaviselet praktikus oldalait és szükségességét. A tematikába egyre több buddhista tanítás kerül be, amelyek összetettsége is fokozódik, és a legvégén a tantra és a tibeti istenség jóga is bemutatásra kerül. Összességében elmondható, hogy ez a könyv nem azon kezdők számára készült, akik általánosságban szeretnének megismerkedni a buddhizmussal. |

| Essence of the Heart Sutra Kiadó: Wisdom Publications Kiadás éve: 2002 A Dalai Láma Szív Szútra tanítása Kiadó: Bódhiszattva Kiadó Kiadás éve: 2010 |

| A Dalai Láma Szív Szútra tanítása (eredeti címe: Essence of the Heart Sutra: The Dalai Lama's Heart of Wisdom Teachings) című könyv a 14. dalai láma (Tendzin Gyaco) 2001 tavaszán Kaliforniában, egy 8000 fős hallgatóság előtt tartott előadásából készült. Az előadás témája a mahájána buddhizmus egyik központi tanítása, az üresség (súnjata), amelyet a Szív szútrán keresztül mutat be a tibeti buddhizmus közismert lámája. A dalai láma belső lefegyverkezésre szólít mindenkit az együttérzés, a megbocsátás és a testvériség nevében. A változást az egyének szintjén kell kezdeni, ahonnan az tovább haladhat a család, a közösség, az ország és az egész világ szintjére. A tibeti buddhista tanítómester elmagyarázza az alapvető mahájána buddhista tanításokat. A könyv második részében a dalai láma a Szív szútráról beszél, amelynek lényege a súnjata fogalma, amely a valóság helyes látásához elengedhetetlenül szükséges. |

| Advice on Dying – And Living a Better Life Kiadó: Random House Kiadás éve: 2002 A mulandóságról Kiadó: Édesvíz Kiadó Kiadás éve: 2006 |

| Az A mulandóságról című könyvben Jeffrey Hopkins buddhista tudós és professzor a dalai lámával együtt tanulmányozza a halálra és a haldoklásra való spirituális felkészülést. A könyv az 1. pancsen láma 17. századi költeményéből merítkezik, amelynek fő témája a halálfélelem és a haldoklás szintjein keresztül elérhető megvilágosodás. A tizenhét fennkölt versszak az életciklus tudatosításával kezdődik, majd átvezet a haldoklás, a halál és az újjászületés során végbemenő tudatállapot-változásokon. A dalai láma kommentárokat fűz a tibeti és a szanszkrit forrásszövegekhez, így ez az ezoterikus tanítás megfogható tanácsként szolgál. A dalai láma elmondása szerint a halálfélelem eltűnik, ha a gyakorló tudatos a saját halálával kapcsolatban, amely olyan belátásra tehet szert, amellyel eredményesebben aknázhatja ki a jelen élet lehetőségeit. |

| Healing Emotions – Conversations with the Dalai Lama on Mindfulness, Emotions, and Health Kiadó: Shambhala Publications Kiadás éve: 2003 Magyarul: Gyógyító érzelmek |

| Healing Emotions: Conversations with the Dalai Lama on Mindfulness, Emotions, and Health (magyarul: Gyógyító érzelmek – párbeszéd a dalai lámával a tudatosságról, az érzelmekről és az egészségről) a Mind and Life intézet által rendezett 1990-es konferencia eseményeit rögzíti. Az intézet célja előmozdítani a világ tudósainak és gondolkodóinak segítségével az emberi szenvedés csökkentését. A konferencián részt vettek a buddhizmus és egyéb vallások tudósai – köztük a 14. dalai láma –, valamint pszichológusok, idegtudósok és orvosok. A megbeszélés témája etikus és biológiai modellek az érzelmek értelmezésére, illetve a meditáció, az orvostudomány és az érzelmek kapcsolata abban az összefüggésben, hogy a tudat képes-e a test gyógyítására. |

| Heart of Compassion – A Practical Approach to a Meaningful Life Kiadó: Lotus Press Kiadás éve: 2002 Magyarul: Az együttérzés lényege |

| A Heart of Compassion – A Practical Approach to a Meaningful Life (magyarul: Az együttérzés lényege) című könyvben a dalai láma a buddhizmus minden napi életben használható praktikus oldalait mutatja be. A 17 fejezetes és 184 oldalas könyv lépésről lépésre halad a buddhista filozófia gyakorlati jellegű bemutatásán és a spirituális életvitel alapvető irányelvein. Különlegesség, hogy a spirituális világképben Jézus tanításainak összevetései is szerepelnek, bemutatva, hogy a különböző hagyományok tanításai harmóniát képeznek egymással. A könyv első kiadása Indiában jelent meg 2001-ben a Full Circle Publishing kiadásában, majd egy évvel később Amerikában a Lotus Press adta ki. Magyar nyelvű kiadása nem jelent meg. |

| 365 – Dalai Lama Daily Advice from the Heart Kiadó: Element Kiadás éve: 2003 Magyarul: 365 – a dalai láma szívbőljövő napi tanácsai |

| A 365 – Dalai Lama Daily Advice from the Heart című könyv rövid idézetekből áll a hétköznapi élet gondjainak megoldásaival, az örömtelibb élet és a világ jobbá tételének gondolataival. A könyv szerkesztője a francia származású Matthieu Ricard tibeti buddhista mester, aki mellesleg a molekuláris genetika doktora is egyben, és akit a média Magyarországon „a világ legboldogabb emberének” nyilvánított ki. A könyvben szereplő idézetek bemutatják a dalai láma átfogó üzenetét a hétköznapi emberek számára, hogyan élhetnek felelősségteljes és boldog életet a társadalomban. |

| Warm Heart Open Mind Kiadó: The Dalai Lama Trust and Zhyisil Chokyi Ghatsal Publications Kiadás éve: 2003 Magyarul: Meleg szív, nyitott elme |

| A Warm Heart Open Mind (magyarul: Meleg szív, nyitott elme) című könyv a dalai láma 2002. május 30-án Új-Zélandon tartott beszédének szerkesztett átirata a The Dalai Lama Trust és a Zhyisil Chokyi Ghatsal Publications kiadásában, amelyet a Nemzetközi Buddhista Fiatalság Konferenciáján tartott. A 170 oldalas könyv fő témája a társadalmi felelősségtudat, valamint az együttérzés jelentősége és fontossága a hétköznapokban. A könyvnek nem jelent meg magyar nyelvű kiadása. |

| The Compassionate Life Kiadó: Wisdom Publications Kiadás éve: 2003 Magyarul: Együttérző életmód |

| A The Compassionate Life című könyv a dalai láma válogatott tanításait tartalmazza az együttérzéssel kapcsolatban. A könyv kiadását az amerikai filmsztár, Richard Gere szponzorálta. A könyvben a dalai láma négy tanítása szerepel az együttérzésről. A dalai láma nemes egyszerűséggel fogalmazza meg, hogy az élet értelme, hogy boldogok legyünk. A boldogság eléréséhez edzeni kell a tudatot, hogy lecsillapodjon és nyugodt maradhasson. Minél jobban törődünk mások jóllétével, annál nagyobb belső nyugalmat érhetünk el. Ezért rendkívül fontos a mások felé történő együttérzés kifejlesztése a boldogság eléréséhez. |

| Art of Happiness at Work Kiadó: Riverhead Books Kiadás éve: 2003 A boldogság művészete a munkában Kiadó: Trivium Kiadó Kiadás éve: 2004 |

| Az A boldogság művészete a munkában című könyv az 1998-as A boldogság művészete – Kézikönyv az élethez című könyv folytatása. A két könyv magyar nyelvű kiadásai fordított sorrendben jelentek meg, előbbi 2004-ben, az utóbbi pedig 2008-ban. A címben szereplő munka szó nem csak a munkahelyek világára utal, hanem a boldogsághoz vezető gyakorlatok tényleges működésére, a boldogság kialakulásáért felelős erők és ellenerők összetett gépezetére. A könyv egyik üzenete, hogy nem számít mennyire kielégítő az ember munkája, hiba azt feltételezni, hogy az a boldogság egyetlen forrása. Howard C. Cutler, amerikai pszichiáter a dalai lámával éveken át tartó párbeszédei alapján állította össze a könyvet. A tibeti buddhista tanító szerint a boldogság kulcsfontosságú tényezői a hozzáállás és a szándék mélysége. A magas rangú láma hatalmas hangsúlyt fektet az észszerűségre és az elemzésre. |

| Destructive Emotions Kiadó: Bloomsbury Publishing Kiadás éve: 2004 Romboló érzelmek – Hogyan legyünk úrrá rajtuk? Kiadó: Trivium Kiadó Kiadás éve: 2005 |

| A Romboló érzelmek – Hogyan legyünk úrrá rajtuk? – Beszélgetések Őszentsége, a Dalai Lámával Daniel Goleman, amerikai pszichológus könyve, amelyet a Mind and Life intézet 2000-ben tartott eseménye alapján állított össze. Az eseményen a 14. dalai láma (Tendzin Gyaco) mellett részt vettek kiemelkedő nyugati tudósok, úgy mint Paul Ekman, Owen Flanagan, Francisco Varela és Matthieu Ricard. A beszélgetés témáját a dalai láma ajánlotta Goleman számára, aki azután megszervezte az eseményt és meghívta a világ legkiemelkedőbb gondolkodóit és kutatóit. Az előadásokból származó sok különleges észrevétel és tudományos következtetés a dalai láma közreműködése mellett kerültek felszínre, aki tudományos vizsgáló szerepében szokott részt venni a Tudat és Élet konferenciákon. A könyvben szerepel többek között a zavaró érzelmek természete, az érzelem idegtudománya, vagy a tudat tudományos tanulmányozása. |

| Practicing Wisdom – The Perfection of Shantideva’s Bodhisattva Way Kiadó: Wisdom Publications Kiadás éve: 2004 Magyarul: A bölcsesség gyakorlása – Santidéva bódhiszattva ösvényének tökéletessége |

| A A Flash of Lightning in the Dark of Night című bestsellerhez hasonlóan a Practicing Wisdom – The Perfection of Shantideva's Bodhisattva Way című könyv is Santidéva A bodhiszattva ösvény (Bodhicsarjavatára) című művére épül. Míg az előbbiben csupán egy rövid részlet szerepel az összetett kilences fejezetből, addig az utóbbiban a teljes szöveg és annak szövegmagyarázata is helyet kapott. A tibeti buddhizmusban Shantidéva művének kilencedik fejezetét Buddha egyik legautentikusabb tanításának tekintik, és minden más buddhista gyakorlatot ennek a bölcsességnek a kifejlesztésére szánt támasztékként értelmeznek. A könyvben a dalai láma megerősíti a róla kialakult bölcs buddhista mester képét azzal, ahogyan különböző és ellentétes magyarázatokkal szolgál a nyingma és a gelug iskolák nézeteiről, és elvezeti az olvasót az üresség tanának legmélyebb magyarázatáig. |

| New Physics and Cosmology – Dialogues and the Dalai Lama Kiadó: Oxford Univ Press Kiadás éve: 2004 Magyarul: Az új fizika és a kozmológia – beszélgetés a dalai lámával |

| A New Physics and Cosmology – Dialogues and the Dalai Lama (magyarul: Az új fizika és a kozmológia – beszélgetés a dalai lámával) című tudományos könyv bemutatja, hogy mi történik, amikor a 14. dalai láma, Tendzin Gyaco vezető fizikusokkal és történészekkel találkozik. Ez az aprólékos figyelemmel szerkesztett könyv a Mind and Life intézet által szervezett egyik konferencia eseményeit tartalmazza. A tudósok – David Finkelstein, fizikus, George Greenstein, asztrofizikus, Piet Hut, asztrofizikus, Arthur Zajonc, fizikus, Anton Zeilinger, kvantumfizikus és Tu Weiming, az etika doktora – és a dalai láma az elméleti kvantumfizika aktuális témáiról beszélgettek a buddhista filozófia kontextusában. A konferencia célja ezúttal is a valóság természetének pontosabb megértése és az emberiség jólétének támogatása volt. A könyvnek nem jelent meg magyar nyelvű kiadása. |

| Dzogchen: Heart Essence of the Great Perfection Kiadó: Snow Lion Publications Kiadás éve: 2004 Dzogcsen – A nagy teljesség szívlényegisége Kiadó: Magánkiadás Kiadás éve: 2009 |

| A Dzogcsen – A nagy teljesség szívlényegisége (eredeti címe: Dzogchen: Heart Essence of the Great Perfection) a dzogcsen tanításokról szóló könyv, amely a tibeti buddhizmus ősi nyingma hagyományának fontos tanítását képezik. A könyv egy előadásról készült, amelyet a 14. dalai láma nyugati tanítványainak adott Európában és Észak-Amerikában. A magas rangú buddhista mester különleges bepillantásra nyújt lehetőséget a buddhizmus legmélyebb meditációs rendszerébe. A dzogcsen egyediségén keresztül ismerteti a könyv a tibeti buddhizmus lényegiségét. Megmagyarázza a dzogcsen gyakorlás fontosságát, és elmagyarázza, hogy miért a dzogcsen számít a legkiemelkedőbb mahájána tanításnak, mik a sajátos jellemvonásai, és melyek a többi buddhista út kulcsfontosságú jellegzetességei. A Nobel-békedíjas dalai láma a tibetiek vezetője, aki jártas a tibeti buddhizmus összes iskolájában. Globális spirituális vezetőként a béke és az erőszakmentesség iránti elkötelezettsége széles körben ismert, az egyetemes és egyéni felelősségről szóló üzenete világszerte csodált és helyeselt. |

| The Wisdom of Forgiveness Kiadó: Riverhead Books Kiadás éve: 2004 A megbocsátás bölcsessége Kiadó: Ursus Libris Kiadó Kiadás éve: 2008 |

| A megbocsátás bölcsessége (eredeti cím: The Wisdom of Forgiveness) Victor Chan, hongkongi-kanadai fizikus és író könyve, amelyet a dalai lámával történt éveken át tartó, több találkozása után állított össze. A könyv bemutatja a dalai láma megbocsátásról alkotott véleményét és tapasztalatait. Az első fejezetben például a dalai láma egy írországi történetet mesél el, amelyben a terrorizmus áldozatainak családjai számára tartott előadást a megbocsátásról. A történetekből jól kiderül a magas rangú tibeti buddhista mester kiváló humorérzéke, játékossága és örömteli pozitivitása. Amikor Chan legelőször találkozott Tendzin Gyacóval 1972-ben Indiában egyből megkérdezte, hogy gyűlöli-e a kínaiakat. A dalai láma határozott nemmel válaszolt és egy tolmács segítségével elmagyarázta, hogy megbocsátott a kínaiaknak és nem hibáztatja őket. |

| Many Ways to Nirvana Kiadó: Penguin Books Kiadás éve: 2004 Magyarul: Sok út a nirvánába |

| A Many Ways to Nirvana: Reflections and Advice on Right Living című könyvet Renuka Singh, indiai szociológus szerkesztette a Tushita Mahayana Meditation Centre-ben rendezett eseményen elhangzott kérdésekből, illetve az elhangzott válaszokból, amelyeket a dalai láma fogalmazott meg. A dalai láma a tőle megszokott módon gyermeki őszinteséggel, mély bölcsességgel és gyakran humorral fűszerezi mondandóját. A könyv témái közé tartozik többek között az énközpontúság veszélyei, a négy nemes igazság szerinti életmód, a helyes cselekedet és gondolkodásmód gyakorlása, a függőségektől és a sóvárgástól való megszabadulás és a békésebb életvitel módszerei. |

| Path of Wisdom, Path of Peace Kiadó: Crossroad Publishing Kiadás éve: 2005 Magyarul: A bölcsesség útja, a béke útja |

| A Path of Wisdom, Path of Peace – A Personal Conversation című könyv (eredeti német címe: Mitgefühl und Weisheit, 2002) Felizitas Von Schoenborn könyve, amelyet a dalai lámával készített néhány interjú alapján írt. A szerző legelőször 1988-ban találkozott a tibeti buddhizmus legismertebb lámájával, akivel később több alkalommal lehetősége volt személyes interjút készítenie. A könyv témái között szerepel a tibeti buddhizmus és a tibeti kultúra a modern világban, a vallási illetve az aktuális politikai és gazdasági fejlődés a Földön, és a globális problémákra való lehetséges megoldások. A könyv végén a szerző Felizitas Von Schoenborn saját tapasztalatait felhasználva ad rövid összefoglalót a tibeti buddhizmus vallási és filozófiai hátteréről. |

| Lighting the Path: The Dalai Lama Teaches on Wisdom and Compassion Kiadó: Thomas C. Lothian Kiadás éve: 2003 A béke szellemében – Tanítások a szeretetről, az együttérzésről és a mindennapi életről Kiadó: Édesvíz Kiadó Kiadás éve: 2003 |

| A béke szellemében – Tanítások a szeretetről, az együttérzésről és a mindennapi életről című könyv összegyűjti a 14. dalai láma, Tendzin Gyaco inspiráló gondolatait, többek között a békés és boldog életről, a hittel, a tudománnyal és a vallással kapcsolatos kilátásainkról, valamint az életről, a halálról és az újjászületésről. A tibeti buddhista tanítómester saját szavaival fogalmazta meg életrajzát. Közérthető tanításai megmutatják, hogyan lehet bölcsességet és együttérzést fejleszteni a mindennapi élet során. A könyv ablakot nyit a dalai láma világára, végigkísérve bennünket életútján, bemutatva tanulmányait, Tibet megszállását és találkozását Mao Ce-tung elnökkel, kínai utazásával kapcsolatos meglátásait és Mahatma Gandhiról alkotott véleményét. A színes fotókkal illusztrált könyv betekintést kínál a tibeti buddhizmus gazdag hagyományaiba. Ian Cumming Tibetre és a Karib-térségre szakosodott fényképész. Több különböző alkalommal készített fotókat Őszentségéről, a Dalai Lámáról, ő a londoni központú Tibet Images ügynökség vezető fotográfusa. |

| Widening the Circle of Love' Kiadó: Rider Kiadás éve: 2005, 2006 A szeretet kiterjesztése Kiadó: Helikon Kiadás éve: 2015 |

| A 2005-ös kiadás eredeti címe How to Expand Love: Widening the Circle of Loving Relationships. A könyv fő üzenetei közé tartozik, hogy a szeretet és az együttérzés mindenki számára hasznos, amely a békéhez vezető egyetlen út, amely egységet, harmóniát és együttműködést hoz. A könyvben a dalai láma gyakorlati tanácsot nyújt a mindennapokra az olvasó számára, hogyan csökkentheti le énközpontú gondolkodását és egyúttal, hogyan fejlesztheti ki magában az együttérzést mások irányába. A tibeti kolostorokban ezer éve használt gyakorlatok és technikák felhasználásával a dalai láma egy hét lépésből álló önképzést mutat be, amely képes megnyitni a gyakorló szívét és tudatát, hogy elérje a határtalan szeretet élményét, a hétköznapi emberi kapcsolatok megváltoztatását, közelebb kerülve a tökéletes bölcsességhez és a megvilágosodáshoz. |

| The Universe in a Single Atom – The Convergence of Science and Spirituality Kiadó: Morgan Road Books Kiadás éve: 2005 A világegyetem egyetlen atomban – a tudomány és a spiritualitás összekapcsolódása |

| Az A világegyetem egyetlen atomban – a tudomány és a spiritualitás összekapcsolódása című könyvben a dalai láma, aki gyermekkora óta komoly érdeklődést mutat a tudományok irányába és évtizedeken át párbeszédet folytatott a Nyugat legkiválóbb tudósaival négy fő területen, beszámol az elmúlt évek együttműködéseiből született tapasztalatairól. A szerző tárgyalja az evolúciót és a tudatot, a karmát és a kauzalitást, hogyan fejleszthető a tudásban való megbízhatóság, hogyan kezelhetők a bizonyíthatatlan koncepciók, amiről úgy hisszük, hogy igazak, hogyan használható a kifinomult tudatosság a tudat megértésében, bemutatja a buddhista nézőpontot génsebészettel kapcsolatban, illetve elsődlegesen elmagyarázza a bölcsesség és az együttérzés gyakorlati hasznosságát. Úgy érvel, hogy a nyugati tudósoknak is szükséges beépíteni tudásukba a bölcsességet és az együttérzést, és arra kéri őket, hogy ne engedjék, hogy a felfedezéseiket politikusok, ügyvédek, bankárok, a média vagy egyéb bürokraták határozzák meg. |

| Yoga Tantra – Paths to Magical Feats Kiadó: Snow Lion Publication Kiadás éve: 2005 Magyarul: Jóga tantra – a mágikus képességekhez vezető út |

| A Yoga Tantra – Paths to Magical Feats című könyvben a dalai láma rendkívül részletes tanítást ad Congkapa A tantrák terjedelmes magyarázata című művének jóga-tantra fejezetéhez, amely a klasszikus tibeti buddhista irodalom egyik legjelentősebb alkotása. A szerkesztő, Jeffrey Hopkins, amerikai tibetológus, a mű végén rövid pontokba szedve összefoglalja a jóga-tantra gyakorlat lépéseit. A buddhista tantra gyakorlóinak illetve a téma iránt érdeklődőknek rendkívül értékes könyv lehet. A mű A tantrák terjedelmes magyarázatával foglalkozó könyvsorozat a harmadik könyve, az első kettő a Tantra in Tibet és a Deity Yoga. A Tantra in Tibet, a terjedelmes magyarázat első része elmagyarázza a kis és a nagy jármű, illetve a szútra és a mantra nagy járművek közötti különbséget. A Deity Yoga bemutatja az akció és a performance tantrát. |

| Teachings on je Tsong Khapa’s Three Pincipal Aspects of the Path Kiadó: Library of Tibetan Works and Archives Kiadás éve: 2005 Magyarul: Tanítások Congkapa – Az út három legfőbb aspektusához |

| A Teachings on je Tsong Khapa's Three Pincipal Aspects of the Path című könyvben a tibeti buddhizmus egyik nagy tanítómesterének, Congkapának Az Út Három Legfőbb Aspektusa című verséhez fűz kommentárokat a dalai láma. A 14 versszakos rendkívüli költemény magába sűríti Buddha összes tanítását. Úgy tartják, hogy a költeményben szereplő tanításokat Congkapa Mandzsusrítől kapta, majd Cakho Onpo Ngavang Dakpának adta át a kelet-tibeti Gyamo Rong területén. A könyv alapját a dalai láma egyik előadása képezi (címe: The Three Principal Aspects of the Path), amelynek tolmácsa Thupten Dzsinpa volt, aki később írásos formába is szerkesztette barátja, Jeremy Russell segítségével. Az út három legfontosabb aspektusa arra vonatkozik, hogy a gyakorlót a gyakorlatai során mi befolyásolja. Háromfajta helyes motiváció létezik: a világi javakról való teljes lemondás, a bódhicsitta, illetve a helyes szemlélet. |

| Activating Bodhichitta and a Meditation on Compassion Kiadó: Library of Tibetan Works and Archives Kiadás éve: 2006 Magyarul: A bódhicsitta aktiválása és egy meditáció az együttérzésről |

| Az Activating Bodhichitta and a Meditation on Compassion című könyvben négy szöveg szerepel az együttérzésről: Egy bodhiszattva imája Árjaszúra indiai buddhista mestertől, egy ehhez szóló szövegmagyarázat a 2. dalai lámától, az Inseparability of the Spiritual Master and Avalokiteshvara, illetve az együttérzés aktiválásáról szóló beszéd a jelenlegi, 14. dalai lámától. Nincs erőteljesebb és örömtelibb tudat mint a bódhicsitta tudat. Ez az, amikor saját vágyaink elérését mások vágyainak megvalósításán keresztül képzeljük el. Az akadályok leküzdéséhez leghatékonyabb módszere a bódhicsitta, amely egyedülálló módszer a tudat felébresztéséhez. A mahájána buddhizmusban használatos módszer lényege, hogy magunk helyett mások szenvedéstől való megszabadítása jelenti a fáradozás értelmét. A bodhiszattva addig elodázza a teljes buddhaság elérésének állapotát, amíg akár egy szenvedő érző lény is létezik. |

| Mind in Comfort and Ease Kiadó: Wisdom Publications Kiadás éve: 2007 Magyarul: A tudat kényelemben és nyugalomban |

| A Mind in Comfort and Ease című könyvben a dalai láma elmagyarázza a buddhizmus fő elveit, bemutatja, hogyan alakítható a tudat, hogyan szüntethető meg a szenvedés, szereteten, együttérzésen és a valóság természetének megértésén keresztül. A buddhista ösvény tiszta áttekintésén és a saját tapasztalatain keresztül a dalai láma hasznos és praktikus tanácsokat ad a hétköznapi életre. A magas rangú tibeti buddhista mester részletesen bemutatja a nagy tökéletesség, azaz a dzogcsen tanításait. Ehhez felhasználja Longcsen Rabdzsam dzogcsen mester egyik művét, amelynek címe Finding Comfort and Ease in Meditation on the Great Perfection. |

| Dalai Lama at MIT Kiadó: Harvard Univ Press Kiadás éve: 2008 Magyarul: A dalai láma az MIT-n |

| A The Dalai Lama at MIT a dalai láma 2003-as látogatását eleveníti fel, amikor a tibeti buddhista mester 22 neves tudóssal találkozott a Massachusetts-i műszaki intézetben (Massachusetts Institute of Technology), hogy eszmét cseréljenek az emberi tudat működéséről. Az 1980-as évek végétől kezdve a Colorado-i Mind and Life intézet szervezésében különböző eszmecserék történtek a dalai láma és világhírű nyugati tudósok között, hogy kibővítsék addigi ismereteiket az emberi tudattal kapcsolatosan. A The Dalai Lama at MIT a 11. ilyen konferenciát rögzíti Harrington és Zajonc szerkesztésében. A kétnapos rendezvényen három fő téma szerepelt: figyelem és kognitív kontroll, vizuális leképezés és vizualizáció, illetve érzelem. |

| In My Own Words – An Introduction to My Teachings and Philosophy Kiadó: Hay House Kiadás éve: 2008 Magyarul: Saját szavaimmal |

| Az In My Own Words – An Introduction to My Teachings and Philosophy (magyarul: Saját szavaimmal – bevezető a tanításaimba és a filozófiámba) című könyvben a szerkesztő, Rajiv Mehrotra összeszedte a dalai láma különböző előadásokon elhangzott gondolatait a buddhista meditációval, a szenvedéssel, a karmával, a megvilágosodással és egyéb témákkal kapcsolatban. A könyv behatárolt hosszúsága miatt az egyes témák csak felületesen kerülnek bemutatásra, a szerző csak általános bemutatásra törekszik. A könyv kritikusai szerint a Hay House kiadásában megjelent mű összeollózása nem sikerült makulátlanul, a buddhizmus szisztematikus bemutatása nem történik meg, és legtöbbször az egyes idézetek forrására sem derül fény. |

| Becoming Enlightened Kiadó: Atria Books Kiadás éve: 2009 Magyarul: Megvilágosodás |

| A Becoming Enlightened című könyvben a dalai láma a hagyományos buddhista meditációs gyakorlatokból merítve igyekszik segíteni az olvasó számára a spirituális fejlődésben. Lépésről lépésre magyarázza el a folyamatot és közben világos mérföldköveket is megállapít a fejlődésben. A könyvből a gyakorló megtanulhatja lecserélni negatív érzelmeit pozitív hozzáállásra, hogy pontosabban megállapítsa saját helyét és szerepét a nagy Világban. A személyes történetekkel tűzdelt könyv bemutatja a magas rangú tibeti láma életfogytig tartó tanulási folyamatait, illetve a személyét, az embert aki meditál, Nobel-békedíjas, bestseller író, nemzetközi személyiség, akiért milliók rajonganak világszerte. |

| Emotional Awareness Kiadó: Holt Kiadás éve: 2009 Magyarul: Érzelmi éberség |

| Az Emotional Awareness című könyvben két kiemelkedő gondolkodó, a 14. dalai láma és Paul Ekman, amerikai pszichológus, folytat rendkívüli párbeszédet az emberi érzelmekről és a fizikai beteljesülés hajszolásáról. A keleti és a nyugati tudomány két tudósa megosztja egymással tapasztalataikat és ismereteiket a tudományról és a spiritualitásról, és főleg az érzelmek természetéről. Olyan alapvető kérdésekkel foglalkoznak, hogy mi pontosan a gyűlölet és az együttérzés forrása? Mit képes kideríteni a nyugati tudomány a buddhista meditációról, és mit nyerhet a buddhizmus a tudományos módszerekből? |

| Art of Happiness in a Troubled World Kiadó: Doubleday Kiadás éve: 2009 A boldogság művészete felfordult világunkban Kiadó: Trivium Kiadó Kiadás éve: 2010 |

| A A boldogság művészete felfordult világunkban című könyvben összemosódik a józan emberi gondolkodás, a modern pszichiátria és a buddhista hagyomány alkalmazása a 21. században. Ennek eredménye az emberi problémák bölcs megközelítése, amely egyszerre optimista és realisztikus, még a legnehezebb időkben is. Hogy találhatjuk meg a boldogságot és hogyan adhatunk egyszerre jelentést életünknek, amikor a modern világ oly' boldogtalan helynek tűnik? A tibeti buddhizmus magas rangú tanítója, Tendzin Gyaco, közismertebb nevén a 14. dalai láma rengeteg nehézségen ment keresztül életében, mégis mindig mosolyog és boldog. Hogyan csinálja? A könyvben a szerkesztő, Dr. Cutler bemutatja az olvasó számára a dalai láma filozófiáját, hogyan érhető el a nyugodt elme és hogyan viselhetjük el az életben természetesen jelenlevő szenvedést. A dalai láma szemén keresztül vizsgálja a szerző a világ sok problémájának forrását, és hogyan közelíthetünk ezekhez a problémákhoz, hogy megszüntessük a szenvedést. Személyes történeteken és mély elemzéseken keresztül tanítja meg a dalai láma az olvasó számára, hogy melyek azok a kulturális hatások és gondolkodásmódok, amelyek boldogtalansághoz vezetnek. |

| All You Ever Wanted to Know About Happiness, Life and Living Kiadó: Hay House Kiadás éve: 2009 Magyarul: Minden, amit a boldogságról, az életről és az életvitelről tudni szeretnél |

| Az All You Ever Wanted to Know About Happiness, Life and Living (magyarul: Minden, amit a boldogságról, az életről és az életvitelről tudni szeretnél) című könyv a szerkesztő, indiai tévés személyiség, Rajiv Mehrotra és a 14. dalai láma, Tendzin Gyaco többnyire személyes párbeszédeiből való összeállítás. A közel húsz év során összegyűlt anyag értékes bepillantást enged, hogy a dalai láma milyen tanácsokat ad a hétköznapi ember számára a boldogság megtalálásához. Röviden összefoglalva a boldogság a nyugodt elmén múlik, amelynek egyik legfőbb feltétele az igaz együttérzés, amely törődik mások szenvedésével. A könyvnek magyar nyelvű kiadása nem jelent meg. |

| Leaders's Way – Business, Buddhism and Happiness in an Interconnected World Kiadó: Nicholas Brearley Kiadás éve: 2008, 2009 Magyarul: A vezető útja – A helyes döntés művészete Kiadó: Trivium Kiadás éve: 2014 |

| A Leaders's Way – Business, Buddhism and Happiness in an Interconnected World című könyv Laurens van den Muyzenberg interjúját tartalmazza a dalai lámával. A könyv érdekes adatokkal és anekdotákkal szolgál a dalai láma életéről, a Mao Ce-tunggal való találkozásától kezdve, az indiai menekült kormányáról, illetve álláspontjáról többek között a szegénységgel és a boldogsággal kapcsolatban. A gazdaság és a buddhizmus, még ha elsőre ez nem is egyértelmű, összefügghetnek. Például abban, hogy mindkettő esetében helyes döntéseket kell hozni. A világon rengeteg manapság a kihívás. Amíg a Föld összvagyona rendkívül megnövekedett és technológiai csodák szemtanúi lehetünk, emberek milliárdjai élnek súlyos szegénységben, környezeti katasztrófák okozta kihívásokkal küzdünk, és még a tehetősebb államok lakosai is bizonytalannak érzik a jövőjüket. Az ezekkel a problémákkal való megküzdéshez másféle vezetőkre van szükség, olyanokra, akik úgy látják a valóságot, ahogyan az valójában van, és értik a vállalatok, az országok és a gazdasági rendszerek egymástól való kényes függőségét. A könyv praktikus gyakorlatokon és valós példákon keresztül mutatja be az olvasó számára a járható utat. Az első tanítás a helyes döntés meghozatalát jelenti, majd az új elvek használata előtt még az új vezetőség kiválasztása jön. Olyan ügyeket kell helyre tenni, mint a szegénység, a fenntarthatóság, a kulturális sokszínűség vagy a környezettudatosság. Az igaz vezetők felismerik a változás elkerülhetetlen mivoltát, az egyetemes felelősségtudat szükségességét és a gazdasági rendszer és az erkölcsi értékek ötvözésének szükségességét. |

| The Middle Way – Faith Grounded in Reason Kiadó: Wisdom Publications Kiadás éve: 2009 Magyarul: A középút – az érvelésen alapuló hit |

| A The Middle Way – Faith Grounded in Reason című könyvben a dalai láma elmagyarázza, hogy a buddhizmus hogyan közelíti meg a hit és az elkötelezettség kérdését, amely egyben a kritikus gondolkodás legmagasabb fokára épül. A magas rangú tibeti tanító egy elegáns érveléssel indít az együttérzés erejéről, amely a boldog élet elengedhetetlen kelléke. Ezután a buddhista filozófia alapvető koncepcióin keresztül mutatja be, hogyan osztoznak az emberek mindannyian a kondicionált valóságukban. Világosan bemutatja, hogy az üresség (súnjata) buddhista tana és a függő keletkezés hogyan függ össze a személyes tapasztalatokkal és hogyan érthetjük meg általuk jobban a bennünket körülvevő világegyetemet. Észszerű magyarázatok segítségével mutatja be a könyv a mahájána buddhizmus alapvető tanításait a buddhizmus két kiemelkedő alakjának segítségével. Nágárdzsuna középút filozófiáján keresztül mutatja be a dalai láma az éntelenség, a függő keletkezés és az ok-okozat törvényeit, amelyek mindnyájunkat a szenvedés örök körforgásában (szamszára) tartanak bennünket. Magyarázatához szintén felhasználja Congkapa Az Út Három Legfőbb Aspektusa című művét, amelyen keresztül bemutatja, hogyan alkalmazható a gyakorlatban az erkölcsi fegyelem, a bölcsesség és az együttérzés. |

## 2010-2020
| Toward a True Kinship of Faiths – How the World’s Religions Can Come Together Kiadó: Doubleday Kiadás éve: 2010 Magyarul: A hitek igaz testvérisége felé – Hogyan képesek összejönni a világ vallásai |

| A Toward a True Kinship of Faiths című könyvben a dalai láma felfedi, hogy a vallások közötti különbségeket hogyan lehet nagyra értékelni, anélkül, hogy az konfliktus forrásává váljon. Az igaz harmónia létrehozása nem azon múlik, hogy elfogadjuk, hogy minden vallás alapvetően ugyanaz, vagy, hogy ugyanoda vezetnek. Sokan attól tartanak, hogyha elismerik más vallások értékeit, akkor az nem összeegyeztethető a saját vallásuk felé való elkötelezettségükkel. Holott a dalai láma egyértelműen bemutatja, hogy egy igaz hívő hogyan viszonyulhat nyitottan más vallások felé úgy, hogy közben semmiféle kompromisszumra nem szorul a saját vallását illetően. Egyetlen ország, kultúra vagy egyén sem maradhat érintetlen abban, hogy mi történik a világ többi részén. A dalai láma szerint a 21. század nagy feladata, hogy az emberek megtanulják és műveljék a békés együttélést. |

| My Spiritual Journey Kiadó: HarperOne Kiadás éve: 2010, 2011 Magyarul: Spirituális utazásom |

| A My Spiritual Journey (magyarul: Spirituális utazásom) először francia nyelven jelent meg 2009-ben. A könyvben a 14. dalai lámával készült interjúkból, illetve a beszédeiből és korábbi könyveiből vett részletek szerepelnek. A szövegeket és a formátumot Sofia Stril-Rever, szanszkrit és francia fordító válogatta össze és szerkesztette, aki a tibeti buddhista mester korábbi tolmácsa volt. A könyv témája a dalai láma spirituális fejlődése fiatal tibeti fiú korától az indiai szerzetesi évekig, miközben Tibet spirituális és világi vezetőjéből száműzetésben élő világhírű emberré vált, aki sokak számára a béke szimbólumát jelenti. |

| Beyond Religion: Ethics for a Whole World Kiadó: Houghton Mifflin Harcourt Kiadás éve: 2012, 2014 Túl a valláson Kiadó: Noran Libro Kft Kiadás éve: 2013 |

| A Túl a valláson (eredeti címe: Beyond Religion: Ethics for a Whole World) a 14. dalai láma világi erkölcstanának elbeszélése. Más világi vezetők korábban nem tettek olyan kijelentést, mint a tibeti buddhista tanító, hogy a világ jelenlegi alakulása sürgetővé tette egy egyházak fölé helyezett, szekuláris etika kidolgozását, amely az egyetemes belső értékekre épül. A dalai láma felhívja a figyelmet, hogy a „szekuláris” szót az ókori Indiában használt értelemben használja, amelyben a kifejezés nem az vallásokkal való tiszteletlenséget jelenti, hanem az összes vallás tiszteletét. Tíz évvel korábban az Ősi bölcsesség, modern világ – Erkölcsi gondolatok az új évezredre című könyvében a dalai láma először beszélt a vallási elvek helyett az egyetemes értékeken alapuló, világi erkölcsről. A Túl a valláson ezt a gondolatmenetet viszi tovább kifinomultabb és részletesebb formában. |

| The Wisdom of Compassion Kiadó: Riverhead Kiadás éve: 2013 Magyarul: Az együttérzés bölcsessége |

| A The Wisdom of Compassion (magyarul: Az együttérzés bölcsessége) című könyvben a dalai láma különleges emberekkel való találkozásai szerepelnek a színfalak mögött. A könyv ezeken a történeteken keresztül enged bepillantást a tibeti buddhista láma életébe és az együttérzés gyakorlatba történő átültetéseiért tett erőfeszítéseibe. Közvetlen emberi kapcsolatain keresztül kiderül játékossága, optimizmusa és mély együtt érző képessége mások szenvedései iránt. Saját magaviseletével mutatja be a kedvesség, a megbocsátás és az együttérzés gyakorlatának praktikus előnyeit. |

| The Dalai Lama on What Matters Most Kiadó: Hampton Roads Publishing Kiadás éve: 2013 Magyarul: A szeretet kiterjesztése |

| A szeretet kiterjesztése című könyv Noriyuki Ueda kulturális antropológus, a tokiói egyetem professzora, 2006 decemberében készített interjúját tartalmazza a 14. dalai lámával. A két nap során meglepő igazságok és józan bölcsességek hangzottak el a Nobel-békedíjas tibeti buddhista mestertől. A könyv egyik fő üzenete, hogy az ember alapvető természete a kedvesség, mivel társas lények vagyunk és mindenki boldogságra vágyik. Kiderül az is, hogy a harag nem minden esetben tesz rosszat, mondjuk ha az együttérzés a mögöttes motiváció, mint például egy társadalmi igazságtalanság kapcsán, és senkinek a bántásával nem jár. A harmadik részben a dalai láma elmagyarázza, hogy a tudati szintű értékek az anyagiak felett állnak. |

| A Force For Good Kiadó: Random House Kiadás éve: 2015 A jóság hatalma Kiadó: Libri Kiadás éve: 2015 |

| A jóság hatalma című könyvben a dalai láma régi jó barátja Daniel Goleman, a New York Times bestseller írója foglalja össze, hogy a tibeti buddhista mester mit tanácsol az együttérzésből fakadó energia felhasználására. Az inspiráló könyv egyedülálló módszert kínál a világ átalakítására praktikus és pozitív módon. A dalai láma jóval több, mint a tibeti buddhizmus kiemelkedő alakja, emellett futurista is, aki pontosan tisztában van az aktuális világeseményekkel és társadalmi témákkal. A világ bármely országában fellép a színpadon, az emberek meghallgatják őt. A könyv egyesíti a dalai láma fő elképzeléseit, az empirikus tapasztalatokat, és emberek történeteit, akik a valóságban is alkalmazzák az elméleti tanításait. A könyvben útmutatás szerepel és motivációs erő, hogy képesek lehessünk megtörni a korrupció, az előítélet és a csalás romboló társadalmi erejét. |

| My Appeal to the World Kiadó: Tibet House US Kiadás éve: 2015 Magyarul: Felhívásom a Világ számára |

| A My Appeal to the World című könyv a 14. dalai láma, Tendzin Gyaco vallásközi harmónia megteremtésére irányuló törekvésének eredménye. A könyvet Sofia Stril-Rever, tibetológus állította össze, az előszót Robert Thurman, amerikai buddhista író írta. Buddhista szerzetesként a dalai láma legfőbb területe a spirituális élet, amely mellett 2011. március 10-ei hivatalos lemondásáig a tibeti emigráns kormány vezetőjeként igyekezett biztosítani a tibeti emberek túlélését és az egyedülálló tibeti buddhista kultúra megőrzését. Ennek részeként 1961-től 2011-ig, a kínai katonai megszállás elleni legnagyobb tibeti felkelésre emlékezve minden év március 10-én felhívást intézett az egész Világ felé a tibeti emberek nevében. |

| The Heart of Meditation Kiadó: Shambhala Publications Kiadás éve: 2016 Magyarul: A meditáció lényege |

| A The Heart of Meditation című könyv legmélyebb üzenete az együttérzés lényegisége a meditációs gyakorlatokban. Az ilyen módon edzett tudat rendelkezik a szeretet, az empátia, a kedvesség és mások iránti tisztelet minőségeivel és képes a nagy tökéletesség, a dzogcsen gyakorlataira, amelyet a tibeti buddhizmus nyingma iskolájában a spirituális gyakorlatok csúcsának tekintenek. A könyvben a dalai láma egyszerűen mégis rendkívül alaposan magyaráz, felhasználva Patrul rinpocse, 19. századi buddhista tanítómester egyik költeményét. A nagy tökéletesség gyakorlásával kifejleszthető a legalapvetőbb tudatosság és éberség. Az ilyen belátásból fakadó bölcsesség és együttérzés nem csupán az egyén fejlődésének szempontjából rendkívül fontos, hanem a világbéke felé vezető kollektív fejlődés szempontjából is. |

| The Book of Joy Kiadó: Hutchinson Kiadás éve: 2016 Az öröm könyve Kiadó: Helikon Kiadás éve: 2016 |

| A könyv alapját a 14. dalai láma születésnapjára rendezett összejövetel szolgáltatja. Az esemény fő vendége a tibeti láma közeli jó barátja Desmond Tutu érsek volt. A két Nobel-békedíjas spirituális tanító témája az öröm volt. A könyvben szerepelnek a nyolcvanas éveiben járó két vallási vezető személyes élményei és tanításai az örömről, illetve a mély örömmel kapcsolatos legújabb kutatási eredmények. |

| Buddhism: One Teacher, Many Traditions Kiadó: Wisdom Publications Kiadás éve: 2014 Magyarul: Buddhizmus: Egy tanító, sok hagyomány |

| A tibeti barlangoktól kezdve, a japán templomokon át, különféle elvonulási központokig, a buddhizmust világszerte több százmillióan gyakorolják. A külső szemlélő számára elsőre nem is olyan szembetűnő, hogy mi a közös a buddhizmus különböző hagyományaiban. A Buddhizmus: Egy tanító, sok hagyomány című könyvben a 14. dalai láma és egy amerikai buddhista apáca, Thubten Chodron, együtt teszik világossá az olvasó számára a buddhizmus két nagy hagyománya közötti különbségeket és hasonlóságokat. Ez a két hagyomány a tibeti és kelet-ázsiai szanszkrit és a Srí Lanka-i és délkelet-ázsiai páli. Különleges hangsúlyt kapnak a könyvben az eredeti indiai hagyományok és azok nézőpontjai a főbb tanok tekintetében, úgy mint a négy nemes igazság, a meditációs gyakorlatok, a megvilágosodás vagy a nirvána jelentése. A szerzők a világ különböző buddhista hagyományai közötti összhangot segítenek megérteni jobban, azáltal, hogy bemutatják a buddhista gyakorlók közös ősi örökségét és azonos céljukat. |

| The Dalai Lama on Environment – Collected Statements 1987-2017 Kiadó: Central Tibetan Administration Kiadás éve: 2017 Magyarul: A Dalai láma a környezetvédelemről (beszédek gyűjteménye 1987 és 2017 között) |

| A The Dalai Lama on Environment – Collected Statements 1987-2017 A Dalai láma a környezetvédelemről (beszédek gyűjteménye 1987 és 2017 között) a 14. dalai láma 1986 és 2017 között adott előadásai és tanításai felhasználásával készült, és a környezetvédelem fontosságára hívja fel a figyelmet. A dalai láma három fő, életre szóló elhivatottsága közül a harmadik a tibeti buddhista kultúra és a környezet védelme. A tibeti spirituális tanító etikai megközelítésbe helyezi a környezetvédelmet, és felszólít az egyetemes felelősségtudat fontosságára illetve praktikusságára is. |

| Approaching the Buddhist Path – Library of Wisdom and Compassion Kiadó: Wisdom Publishers Kiadás éve: 2017 Magyarul: A buddhista ösvény megközelítése (bölcsesség és együttérzés könyvtára) |

| Az Approaching the Buddhist Path – Library of Wisdom and Compassion (A buddhista ösvény megközelítése (bölcsesség és együttérzés könyvtára)) című könyv egy többrészes sorozat első része, amelyben Thubten Csödron, amerikai buddhista apáca foglalja össze a dalai láma több évtizedes munkásságát. Ahogy a történelmi Buddha maga, úgy a dalai láma egyik alapvető tanítása, hogy semmit ne higgyünk el csupán vak hit által, helyesebben tesszük, ha megvizsgáljuk magunk is, hogy egy tanítás kiállja a józan ész próbáját, illetve a saját tapasztalatainknak nem mond-e ellent. Ez a megközelítés lehetővé teszi, illetve elismeri annak fontosságát, hogy újféle megértések, és új megközelítések szülessenek. Ez jelentősen hozzájárul ahhoz, hogy a buddhista tanítások érthetőbbek és kézzelfoghatóbbak legyenek a mai modern, nyugati ember számára. Arra az egyetemes igazságra alapoz a szerző, amit a dalai láma gyakran mond tanításai során, hogy az emberek boldogok szeretnének lenni. A könyvsorozat ezen kötete foglalkozik a buddhista történelemmel, kortárs témákkal, illetve merít a dalai láma személyes tapasztalataiból is. |

| The Book of Joy Journal: A 365-Day Companion Kiadó: 2017 Kiadás éve: Penguin Random Magyarul: A boldogság könyvének története – egy 365 napos társ |

| A The Book of Joy Journal: A 365-Day Companion (A boldogság könyvének története – egy 365 napos társ) egy idézetes könyv, amelyet a Az öröm könyve – tartós boldogság egy változó világban könyv idézeteiből állítottak össze úgy, hogy minden napra jusson egy örömteli üzenet a dalai láma és Desmond Tutu, dél-afrikai Nobel-békedíjas anglikán egyházi vezető, emberi jogi aktivista párbeszédeiből. |

| Science and Philosophy in the Indian Buddhist Classics, Vol. 1: The Physical World Kiadó: Wisdom Publications Kiadás éve: 2017 Magyarul: Az indiai buddhista klasszikusok tudománya és filozófiája – 1. kötet: Az anyagi világ |

| A Science and Philosophy in the Indian Buddhist Classic könyvsorozat első része Az anyagi világ, amely az emberi tudatot és az anyagi világot vizsgálja ősi, buddhista szemmel úgy, hogy érthető legyen a mai nyugati ember számára. Az ősi indiai klasszikus tanítómesterek felfedezései kerülnek terítékre a dalai láma tálalásában. Bemutatásra kerül a valóság vizsgálatakor található öt csoportosulás (szkandha), amelyek az őket fenntartó kondíciók által keletkeznek, léteznek, illetve múlnak el. Ezek a forma, az érzékelés, az érzés, a törekvés és a tudat. A további témák közé tartozik ezen felül az ismert forrása, az érvelés tárgya, az anyagi világ természete és alkotóelemei, atomelméletek, az idő természete, a világegyetem keletkezése, illetve az élet kialakulása, beleértve az embrió fejlődésének buddhista elmélete. Szó esik ezeken túl a testünkben lévő mikroorganizmusok szerepéről és az agy szerkezetéről és funkciójáról. A könyvben olyan buddhista tudósok munkássága jelenik meg, mint Aszanga, Vaszubandhu, Nagardzsuna, Dignága, vagy Dharmakírti. A különböző témák bevezetését Thupten Dzsinpa, a dalai láma legfőbb angol nyelvű tolmácsa végzi. |

| Happiness Kiadó: Penguin Random Kiadás éve: 2018 Magyarul: Boldogság |

| A Happiness a dalai láma 2018-ban kiadott könyve a Penguin Random kiadót támogatásával. Magyar nyelven ez a könyv még nem került kiadásra. |

| A Call for Revolution: A Vision for the Future Kiadó: Harper Colins Kiadás éve: 2018 Magyarul: Felhívás forradalomra |

| Az A Call for Revolution (Felhívás forradalomra) a 14. dalai láma felhívása a fiatalok számára. A könyv összefoglalja a dalai láma véleményét, hogy a fiatalok milyen módon képesek használni a közösségi médiákat egy ún. „együtt érző forradalomban”. Arra ösztönzi a fiatalságot, hogy széthúzás helyett fogjanak össze a közösségi médiákon keresztül – ez egy korábban nem létező, új lehetőséget hordoz magában. Világpolgároknak nevezi az új generációt, akik digitális környezetbe születtek bele, és akik képesek tanulni a múlt évszázad háborús szenvedéseiből, és fel tudják ismerni, hogy a konfliktuskezelés egyetlen hatékony módszere a párbeszéd. |

| The Foundation of Buddhist Practice – The Library of Wisdom and Compassion Kiadó: Wisdom Publications Kiadás éve: 2018 Magyarul: A buddhista gyakorlás alapja |

| A The Foundation of Buddhist Practice – The Library of Wisdom and Compassion (A buddhista gyakorlás alapja) a buddhista ösvény állomásait bemutató könyvsorozat második kötete. Az első kötet (Approaching the Buddhist Path) bevezető anyagként megteremtette a buddhista gyakorlatok kontextusát. A második kötet azokat a fontosabb tanításokat tartalmazza, amelyek lehetővé teszik a dharma sikeres gyakorlását. A könyv azzal a buddhista filozófusok négy tanításával kezdődik, majd a megbízható tudásismerettel folytatja, amelynek révén Buddha tanításainak érvényességét lehet ellenőrizni. A könyvben szereplő további fontos tanítások közé tartozik még a spirituális tanító és tanítvány viszonya, és az ezzel kapcsolatos félreértések tisztázása, valamint, miként lehet helyesen támaszkodni egy spirituális tanító segítségére, hogy az hatásos legyen. Fontos téma még a meditációs gyakorlatok rendszerezése, a halál és az újjászületés, hogyan készüljünk a halálra, és hogyan segítsünk egy haldoklót, valamint a karma és annak gyümölcseinek magyarázata. A dalai láma ezen könyve praktikus segítséget nyújt a nyugati buddhista gyakorló számára. |

| The Life of My Teacher: A Biography of Kyabjé Ling Rinpoché Kiadó: Wisdom Publications Kiadás éve: 2017 Magyarul: Tanítóm élete – Kjabzsé rinpocse élete |

| A The Life of My Teacher: A Biography of Kyabjé Ling Rinpoché című könyvben a dalai láma saját, nagyszerű tanítójának, Ling rinpocsének az élettörténetét meséli el. A 6. ling rinpocse, aki a dalai láma egész életében fontos szerepet játszott, a tibeti buddhizmus egyik jelentős alakja is volt egyben. Ling rinpocsét a 13. dalai láma, Tubten Gyaco avatta fel szerzetessé, majd a gelugpa hagyományvonal legfőbb vezetőjévé és a 14. dalai láma tanítójává vált. Óriási hatással volt a jelenlegi dalai láma bölcsességére és spirituális fejlődésére egyaránt. A jelenlegi tibeti spirituális tanító úgy emlékezik vissza tanítójára, mint akitől rengeteg fegyelmet kölcsönzött a 20. század kaotikus Tibetében, amikor kommunista erők szállták meg az országukat, illetve később, amikor Indiában fel kellett építeniük az egész kultúrájukat. Ling rinpocse sokat utazott a tibeti diaspóra Indiában elszóródott tagjai között, és tevékenysége inspirációként hatott a körülötte lévők számára. A könyvben több, mint száz fényképes illusztráció szerepel. |

| Samsara, Nirvana, and Buddha Nature – Library of Wisdom and Compassion Vol 3 Kiadó: Wisdom Publications Kiadás éve: 2019 Magyarul: Szanszára, nirvána és buddha-természet – Bölcsesség és Együttérzés könyvtár 3. kötet |

| A Samsara, Nirvana, and Buddha Nature – Library of Wisdom and Compassion Vol 3 segít megérteni a tudat szerepét a szanszárában (az érző lények életeinek végtelen körforgataga), elmagyarázza, hogyan érhető el a nirvána (megvilágosodás, megszabadulás), amely a tudat legvégső természete. A buddha-természet elemzése átível a páli kánon bölcsességein keresztül a dzogcsen nagy tökéletesség tanításáig, és rávilágít a materialista gondolkodásmód tökéletlenségeire. Ez a precízen megírt és átfogó tartalmú könyv Thubten Chodron és a dalai láma közös munkájának harmadik kötete. Ez a nyugati olvasónak szánt mű remek példaként szolgál, hogyan lehet a buddhista filozófiát a hétköznapi gyakorlatban érvényesíteni. Remekül kerül bemutatásra és feloldásra az a látszólagos ellentmondás, hogy hogyan képezheti a tudat a szanszára és a nirvána alapját is. Először az énről alkotott nézetek kerülnek vizsgálatra, majd a négy nemes igazság és annak tizenhat tulajdonsága. Ezután a tudati szennyeződések (klésák) és azok ellentétpárjait magyarázza el a könyv, amelyet a karma (cselekvés) és a ciklikus létforma működése követ. Végül világos képet kapunk a buddha-természet jellemzőiről is. |

| Following in the Buddha’s Footsteps – Library of Wisdom and Compassion Vol 4 Kiadó: Wisdom Publications Kiadás éve: 2019 Magyarul: A Buddha lábnyomát követve – Bölcsesség és Együttérzés könyvtár 3. kötet |

| A Following in the Buddha’s Footsteps – Library of Wisdom and Compassion Vol 4 a spirituális gyakorlás legmélyébe ássa bele magát. Őszentsége először elmagyarázza a Buddha, a Dharma, és a Szangha jelentéseit, és azt, hogy ezek miért jelentenek megbízható támaszt a gyakorló számára az ősvényen, illetve azt is, hogy hogyan kell hozzájuk viszonyulni. Ezt követően a buddhista hagyományok három alapvető gyakorlata kerül bemutatásra: az erkölcsös magaviselet, az összeszedettség és a bölcsesség. Ezek segítségével elsajátítható a mások bántásától mentes életvitel, és az egyhegyű meditációs koncentráció gyakorlata. A bölcsességről szóló rész alapos magyarázatot ad a nemes nyolcrétű ösvényre és a tudatosság négy alapjára, amelynek célja a test, az érzések, a tudat és a jelenségek fölötti tudatosság fenntartása. Ezek összesen alkotják a buddhista gyakorlatot. |

## 2020 után
| The Seed of Compassion: Lessons from the Life and Teachings of His Holiness the Dalai Lama Kiadó: Kokila Kiadás éve: 2020 Magyarul: Az együttérzés magva – leckék Őszentsége a Dalai Láma életéből és tanításaiból |

| A The Seed of Compassion: Lessons from the Life and Teachings of His Holiness the Dalai Lama egy vietnámi-amerikai művész illusztrációival ellátott színes könyv, amely a 14. dalai láma közvetlenül a gyermekeknek intézett üzeneteit tartalmazza. A könyv egyszerű üzenete az, hogy mindannyiunkban megvan az együttérzés magja. Ha megfelelően vigyázunk rá és folyamatosan gondozzuk a magunkban és másokban rejlő együttérzés magot, akkor abból gyönyörű virág nyílhat, és hozzájárulhat a világon élő összes emberrel való egységérzet kialakulásához. A dalai láma feleleveníti saját gyermekkorát, amelyben az együttérzés igaz tanítójaként az édesanyja szerepel. |

| Inner World Kiadó: HitCo Entertainment and Khandro Music Kiadás éve: 2020 Magyarul: Belső világ |

| Az Inner World egy mantrákat és tanításokat tartalmazó zenei album és könyv, amely elmagyarázza, hogy a boldogság igazi forrása a melegszívűség és a másokkal való törődés. A könyvben a 85. születésnapját ünneplő dalai láma eredeti hangja szerepel. |

| Science and Philosophy in the Indian Buddhist Classics, Vol. 2: The Mind Kiadó: Wisdom Kiadás éve: 2020 Magyarul: Tudomány és filozófia az indiai buddhista klasszikus művekben, 2. kötet: a tudat |

| A Science and Philosophy in the Indian Buddhist Classics, Vol. 2: The Mind a tudatról szóló tudományos könyv. A tudat buddhista felfogásán keresztül mutatja be a mentális jelentségek hagyományos megközelítéseit, majd feltárul az egész emberi belső világ, amelyekhez szorosan kapcsolódnak kortárs nyugati tudományok is, úgy mint kognitívtudományok, pszichológia, érzelemkutatás, és tudati filozófia. A könyvben szereplő főbb témák: - az érzékszervi és a koncepcionális folyamatok illetve a mentális tudatosság pánindiai fogalma közötti különbség. - mentális tényezők — specifikus mentális állapotok, mint például figyelem, tudatosság és együttérzés – és ezek hogyan viszonyulnak egymáshoz. - a tudat mélyebb szintjeinek egyedülálló tantrikus elmélete, a finom energiaszintekhez való viszonyuk, amelyek az emberi testben áramlanak, illetve mi történik ezek mindegyikével a halál idején, amikor a test és a tudat feloldódik. - a hét fajta tudatállapot, amelyek hatással vannak a felfogás folyamatára. - érvelési stílusok, amelyekkel érvényes tudásra lehet szert tenni a buddhista tudomány szerint. - az utolsó részben szerepel az úgy nevezett buddhista elmélyülés tudománya, amely a meditáció és egyéb mentális tréning mögött rejlő buddhista pszichológia. A műben szerepelnek olyan nagyszerű, egykori buddhista tudósok, mint Aszanga, Vaszubandhu, Nágárdzsuna, Dígnága, és Dharmakírti. |

| In Praise of Great Compassion – Library of Wisdom and Compassion Vol 5 Kiadó: Wisdom Kiadás éve: 2020 Magyarul: A hatalmas együttérzés méltatása – Bölcsesség és Együttérzés Könyvtára 5. kötet |

| Az In Praise of Great Compassion – Library of Wisdom and Compassion Vol 5 a szívek megnyitását célozza meg, illetve a szándék felkeltését, hogy mások szolgálatára legyünk és értelmes életet éljünk. A világegyetemben együtt élünk más érző lényekkel, akik ilyen vagy olyan módon már mind voltak hozzánk kedvesek korábban. Az emberi történelemben talán most van legjobban szükségünk egymásra a túléléshez és a felvirágzáshoz. Ha közelről alaposabban megvizsgáljuk, kiderül, hogy rengeteg kedvességet kaptunk másoktól. A szándék kifejlesztéséhz, hogy viszonozzuk mások kedvességét, gyakoroljuk a pozitív hozzáállást úgy, hogy a szeretet, az együttérzés, az együttörülés, és az egykedvűség fölött elmélkedünk, és a bódhicsittára törekszünk. Megtanulunk az önző viselkedéssel szemben fellépni, mert az gyötrelemhez vezet. Helyette a valóságnak jóval megfelelőbb nézőpontot veszünk fel, amely által érzelmileg kiegyensúlyozottak maradhatunk a nehezebb időkben is. Ezáltal minden körülmény ideálissá válik a megvilágosodáshoz vezető úton. |

| Our Only Home – A Climate Appeal to the World Kiadó: Hanover Kiadás éve: 2020 Magyarul: Az egyetlen otthonunk – Figyelemfelhívás a világ számára az éghajlatra |

| Az Our Only Home – A Climate Appeal to the World című könyvben a dalai láma a politikai döntéshozókat szólítja meg, hogy végre lépjenek túl a holtponton és a hanyag nemtörődésen a környezetünkkel kapcsolatban. Felhívja a figyelmet, hogy együtt kell küzdeni egy környezetbarát világ létrehozásáért, és lehetőséget teremteni a fiatalabb generációk számára, hogy a saját jövőjüket illetően több jogot szerezzenek a döntéshozásban. Ezáltal a dalai láma ez eljövendő generációk kezébe adná a döntés jogát, és őket sarkalná arra, hogy védjék meg a világot. |

| The Little Book of Encouragement Kiadó: Penguin Viking Kiadás éve: 2021 Magyarul: A bátorítás kiskönyve |

| A The Little Book of Encouragement Renuka Singh szerkesztésében 130 idézetet tartalmaz a dalai lámától, a pándémia idején elhangzott bölcsességeiből, amelyek támogatják az emberi belső értékeket, és felfedi a boldogság forrását, illetve a kínai-indiai kapcsolatokról is tesz említést. |

| Courageous Compassion – Library of Wisdom and Compassion Vol 6 Kiadó: Wisdom Kiadás éve: 2021 Magyarul: Bátor együttérzés – Bölcsesség és Együttérzés Könyvtára 6. kötet |

| A Courageous Compassion – Library of Wisdom and Compassion Vol 6 című könyvben a szerzők elmagyarázzák, hogyan építhetjük be a hétköznapi életünkbe az együttérzést és a bölcsességet. A különböző buddhista hagyományok bódhiszattváinak izgalmas felfedése és bemutatása során bepillantást kapunk a tibeti, a théraváda és a kínai csan buddhizmus irányzataiba. A tíz tökéletesség páli és szanszkrit értelmezése után a dalai láma kifinomult módon mutatja be a srávakák és remeték négyes ösvényét és gyümölcseit, illetve a bódhiszattvák ötös ösvényét. Ezeknek a nagy mestereknek a gyakorlatai felvillanyozzák a többi gyakorlót, hogy felfedezzék mi mindenre lehetünk képesek a tudatunk révén. Őszentsége beszél továbbá a buddhatestekről, illetve a buddhák megvilágosodásairól is. Mély bepillantást is ad a könyv ezen felül a bódhicsitta, az arhatság és a buddhaság fogalmaiba is. |

| This Fragile Planet: His Holiness the Dalai Lama on Environment Kiadó: Sumeru Press Inc Kiadás éve: 2021 Magyarul: Törékeny bolygónk: A Dalai Láma a környezetről |

| A This Fragile Planet: His Holiness the Dalai Lama on Environment című könyv a tibeti spirituális tanító 80 idézetét tartalmazza a környezetvédelemmel kapcsolatban. |

| Searching for the Self – Library of Wisdom and Compassion Vol 7 Kiadó: Wisdom Publications Kiadás éve: 2022 Magyarul: Az Én keresése – Bölcsesség és Együttérzés Könyvtára 7. kötet |

| A Searching for the Self – Library of Wisdom and Compassion Vol 7 című könyvben a dalai láma elmagyarázza, hogy miért fontos megérteni az üresség (súnjata) fogalmát, és azt is, hogy milyen képességekre kell szert tennünk, hogy megérthessük azt. Különböző hittétel-rendszereket vet össze ennek a hatalmas témának az alapos bemutatásához. Ezután bemutatja az emberi megértés helyes és helytelen mentális állapotait. Megvizsgálja az önálló létezés kérdését, és a létezés egyéb kitalált vagy vélt formáit, majd bemutatja a középutat, amely elveti a szélsőségeket. A Thubten Chodron által írt záró fejezetben kifejti a mulandóság, kielégíthetetlenség és az éntelenség jellemzőit, ahogyan azok a páli hagyományban szerepelnek. Bemutatja továbbá azt is, hogy a meditáció révén, hogyan érhető el a teljes megszabadulás. |

| The Little Book of Joy Kiadó: Crown Books for Young Readers Kiadás éve: 2022 Magyarul: Az öröm kiskönyve |

| A The Little Book of Joy gyermekeknek készült, színes rajzokkal ábrázolt mesekönyv, amely a 2016-ban kiadott, eredeti Az öröm könyve alapján készült. A könyv összeállítói azt kívánták bemutatni a fiatal gyermekek számára, hogyan találjanak örömöt még a nehéz időkben is, továbbá azt, hogy a másokkal megosztott öröm tovább tud növekedni. A két spirituális vezető, Tendzin Gyaco és Desmond Tutu, egyszerű történetét Rafael López illusztrálta. A könyv főbb témái a barátság, a humor és a két szent ember közötti szoros barátság. |

| Heart to Heart Kiadó: HarperCollins Kiadás éve: 2023 Magyarul: Szívből szívbe |

| A Heart to Heart című könyv szerzői a 14. dalai láma és Patrick McDonnell, amerikai képregényíró és rajzoló arról írnak, hogy hogyan gyógyítsuk meg a bolygónkkal való kapcsolatunkat. Ez egy együttérzéssel teli forradalom, amire a szerzők invitálnak figyelmeztetve arra, hogy mi mindnyájan egy nagy családhoz tartozunk, és egyetlen "kis házban" élünk együtt. Bölcsen és humorosan figyelmeztetnek, hogy egy évben csupán két nap van, amivel nem tehetünk semmit: a tegnap és a holnap. |

## Magyarul megjelent könyvek
2000–2010

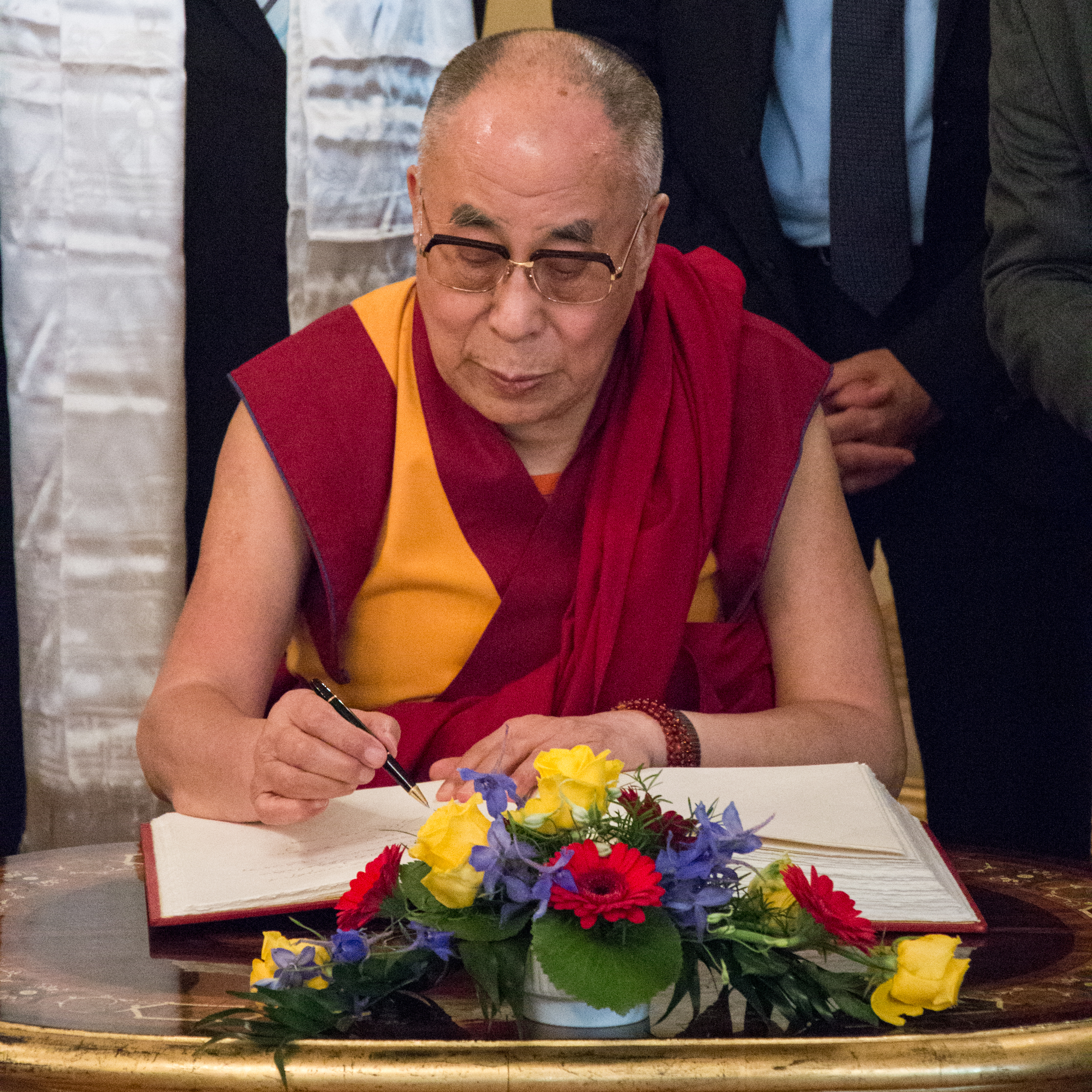
A dalai láma a németországi Wiesbadenben, 2015

- Ősi bölcsesség, modern világ – Erkölcsi gondolatok az új évezredre (2000, 2010)[134]
- A tudat átalakítása – Tanítások az együttérzés felkeltésének módjáról (2000, 2005)[146]
- Út a nyugalomhoz – mindennapi tűnődések (2001)[109]
- Nyitott szívvel – szeretet és könyörületesség gyakorlása a mindennapokban (2003)[160]
- A béke szellemében – Tanítások a szeretetről, az együttérzésről és a mindennapi életről (2003)[208]
- A könyörület ereje (2003)[78]
- A bölcsességszem felnyitása (2004)
- Spirituális gyakorlatok – Út az értékes élethez (2004, 2017)[168]
- Száműzetésben – szabadon – a tibeti Dalai Láma önéletírása (2005)[49]
- Romboló érzelmek – Hogyan legyünk úrrá rajtuk? – Beszélgetések Őszentsége, a Dalai Lámával (2005)[191]
- Egyetemes felelősségtudat (2005)[11]
- A mulandóságról (2006)[174]
- A Bölcsesség Óceánja – Idézetek Őszentsége, a XIV. Dalai Láma műveiből (2007)[37]
- Tibet története – Beszélgetés a Dalai Lámával (2007)[306]
- A boldogság művészete – Kézikönyv az élethez (2008)[114]
- Az ember, a szerzetes, a misztikus – A Dalai Láma hivatalos életrajza (2008)[307]
- A megbocsátás bölcsessége (2008)[201]

2010–
- Tibeti buddhizmus – Kulcs a középső úthoz (2010)[7]
- A Dalai Láma Szív Szútra tanítása (2010)[171]
- A boldogság művészete felfordult világunkban (2010)[235]
- A meditáció szakaszai (2012)[157]
- Túl a valláson (2013)[248]
- A vezető útja (2014)
- Tiszta fényű tudat (2014)[308]
- A jóság hatalma (2015)[256]
- A szeretet kiterjesztése (2015)[211]
- Az öröm könyve – Tartós boldogság egy változó világban (2016)[264]

2020-
- A világegyetem egyetlen atomban – a tudomány és a spiritualitás összekapcsolódása (20201)[214]

### Nyomtatott források
- The Department of Information and International Relations. Souvenir (angol nyelven). Central Tibetan Administration, 10-17. o. (2005). ISBN 81-86627-48-0
- ↑ Freedom in Exile:  Tendzin Gyaco.szerk.: Harper Collins: Freedom in Exile: The Autobiography of the Dalai Lama (angol nyelven) (1991). ISBN 978-0-349-10462-1
- ↑ The Four Noble Truths:  Tendzin Gyaco.szerk.: Dominique Side és Dr. Thupten Jinpa: The Four Noble Truths (angol nyelven) ford.: Thupten Dzsinpa:. Thorsons (1998). ISBN 978-0722535509
- ↑ An Open Heart:  Tendzin Gyaco.szerk.: Nicholas Vreeland: An Open Heart: Practicing Compassion in Everyday Life (angol nyelven). Little Brown and Company, 191. o. (2001). ISBN 978-0-316-98979-4

### Internetes források
1. 1 2 3 4 5 6 7 8 9 10 11 12 13 14 15 16 17 18 19 20 21 22 23  A 14. dalai láma hivatalos oldala, Könyvei – főoldal (angol nyelven). dalailama.com. [2017. február 3-i dátummal az eredetiből archiválva]. (Hozzáférés: 2017. február 11.)
2. ↑  A 14. dalai láma hivatalos oldala, Könyvei - 12. oldal (angol nyelven). dalailama.com. [2016. május 31-i dátummal az eredetiből archiválva]. (Hozzáférés: 2017. február 11.)
3. 1 2 3 4 5 6 7 8 9  A 14. dalai láma hivatalos oldala, Könyvei - 11. oldal (angol nyelven). dalailama.com. [2016. június 23-i dátummal az eredetiből archiválva]. (Hozzáférés: 2017. február 11.)
4. 1 2 3 4 5 6 7 8 9 10  A 14. dalai láma hivatalos oldala, Könyvei - 10. oldal (angol nyelven). dalailama.com. [2016. május 31-i dátummal az eredetiből archiválva]. (Hozzáférés: 2017. február 11.)
5. 1 2 3 4 5 6 7 8 9 10  A 14. dalai láma hivatalos oldala, Könyvei - 9. oldal (angol nyelven). dalailama.com. [2016. június 23-i dátummal az eredetiből archiválva]. (Hozzáférés: 2017. február 11.)
6. 1 2 3 4 5 6 7  A 14. dalai láma hivatalos oldala, Könyvei - 8. oldal (angol nyelven). dalailama.com. [2016. május 19-i dátummal az eredetiből archiválva]. (Hozzáférés: 2017. február 11.)
7. 1 2 3 4 5 6 7 8  A 14. dalai láma hivatalos oldala, Könyvei - 7. oldal (angol nyelven). dalailama.com. [2016. május 19-i dátummal az eredetiből archiválva]. (Hozzáférés: 2017. február 11.)
8. 1 2 3 4 5 6 7 8 9 10  A 14. dalai láma hivatalos oldala, Könyvei - 6. oldal (angol nyelven). dalailama.com. [2016. május 19-i dátummal az eredetiből archiválva]. (Hozzáférés: 2017. február 11.)
9. 1 2 3 4 5 6 7 8 9 10  A 14. dalai láma hivatalos oldala, Könyvei - 5. oldal (angol nyelven). dalailama.com. [2016. május 19-i dátummal az eredetiből archiválva]. (Hozzáférés: 2017. február 11.)
10. 1 2 3 4 5 6 7 8 9 10  A 14. dalai láma hivatalos oldala, Könyvei - 4. oldal (angol nyelven). dalailama.com. [2016. május 19-i dátummal az eredetiből archiválva]. (Hozzáférés: 2017. február 11.)
11. 1 2 3 4 5 6 7 8 9 10  A 14. dalai láma hivatalos oldala, Könyvei - 3. oldal (angol nyelven). dalailama.com. [2016. május 20-i dátummal az eredetiből archiválva]. (Hozzáférés: 2017. február 11.)
12. 1 2 3 4 5 6 7 8 9 10  A 14. dalai láma hivatalos oldala, Könyvei - 2. oldal (angol nyelven). dalailama.com. [2016. május 20-i dátummal az eredetiből archiválva]. (Hozzáférés: 2017. február 11.)
13. 1 2 3 4 5 6 7 8 9 10 11 12 13  Books. dalailama.com. (Hozzáférés: 2023. július 27.)